# 日本統治時代の朝鮮

朝鮮
朝鮮

国歌: 君が代 （日本語）

1. 
2. 
3. 

日本統治時代の朝鮮（にほんとうちじだいのちょうせん）は、1910年（明治43年）8月29日の日本による韓国併合から、1945年（昭和20年）9月2日の日本による対連合国降伏まで、35年以上にわたって日本の地方として統治下にあった朝鮮を指す。

## 呼称
当時の正式な呼称は「大日本帝国朝鮮」あるいは「日本領朝鮮」であった。

### 日本
日本国ではこの時期を「日本統治時代」あるいは「日韓併合時代」と呼んでいる。

### 韓国
大韓民国においては、様々な呼称があった。
- 民間使用：日帝時代、日帝統治時代、日本統治時代、日政時代など。
- 教科書：韓国政府は2003年以降から「日帝強占期（일제강점기、イルチェガンジョムギ）」と教科書[要出典]では統一された。
- 国会：韓国の国会は2007年9月20日に公式用語として「대일항쟁기（対日抗爭期）」を採択した[1]。
- 辞典：標準国語大辞典(표준국어대사전)は「일제강점기（日帝強占期）」を使っている[2]。

### 北朝鮮
朝鮮民主主義人民共和国では「일제강점시기（韓国語漢字：日帝強占時期）」を使う。しばしば「일제시대（日帝時代）」と短縮して書かれる。朝鮮日報は、「日帝強占期」について朝鮮民主主義人民共和国（北朝鮮）が南朝鮮（韓国）を指して用いる「美帝強占期」から派生したものと指摘している。

## 概要

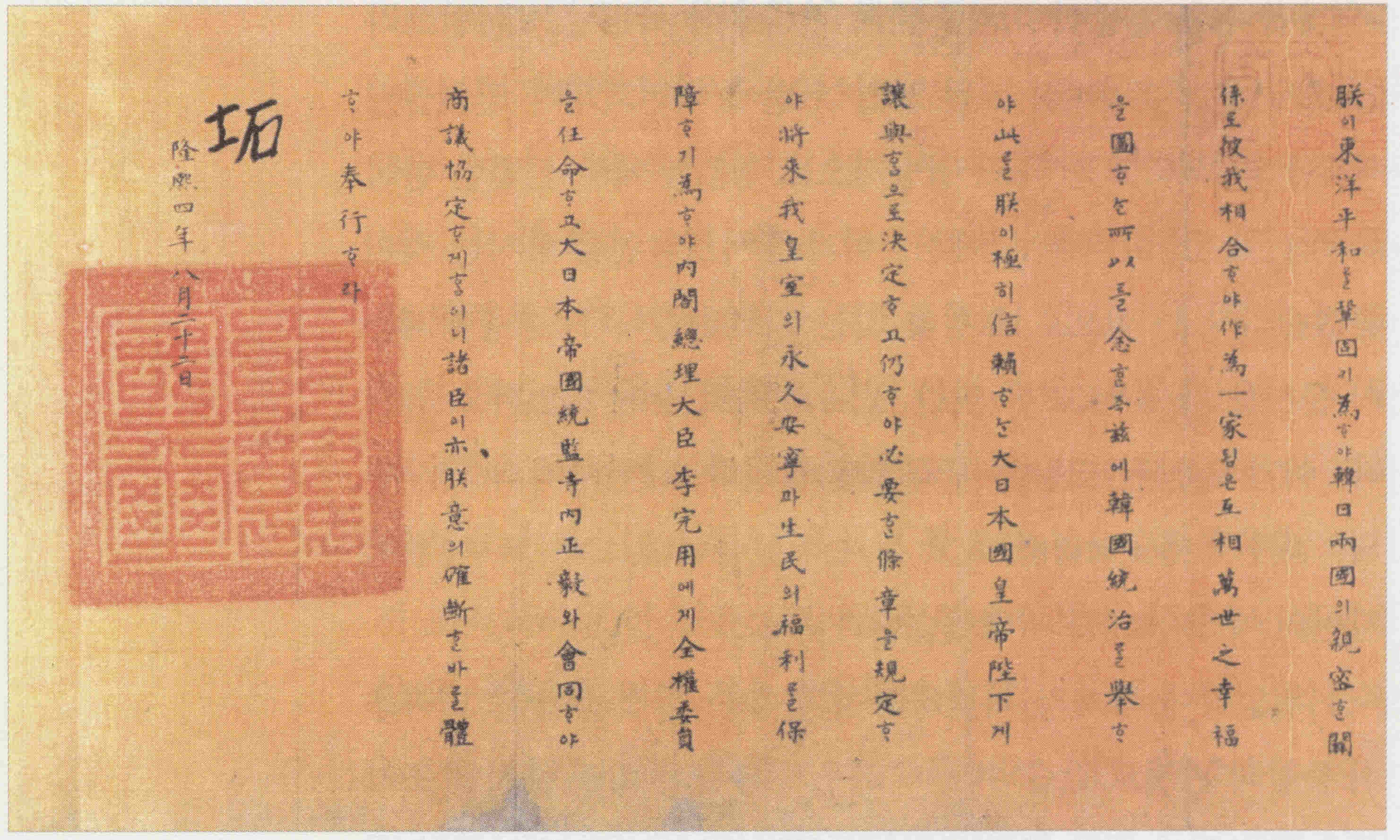
日韓併合条約調印に際する1910年8月22日付の純宗から李完用への全権委任状

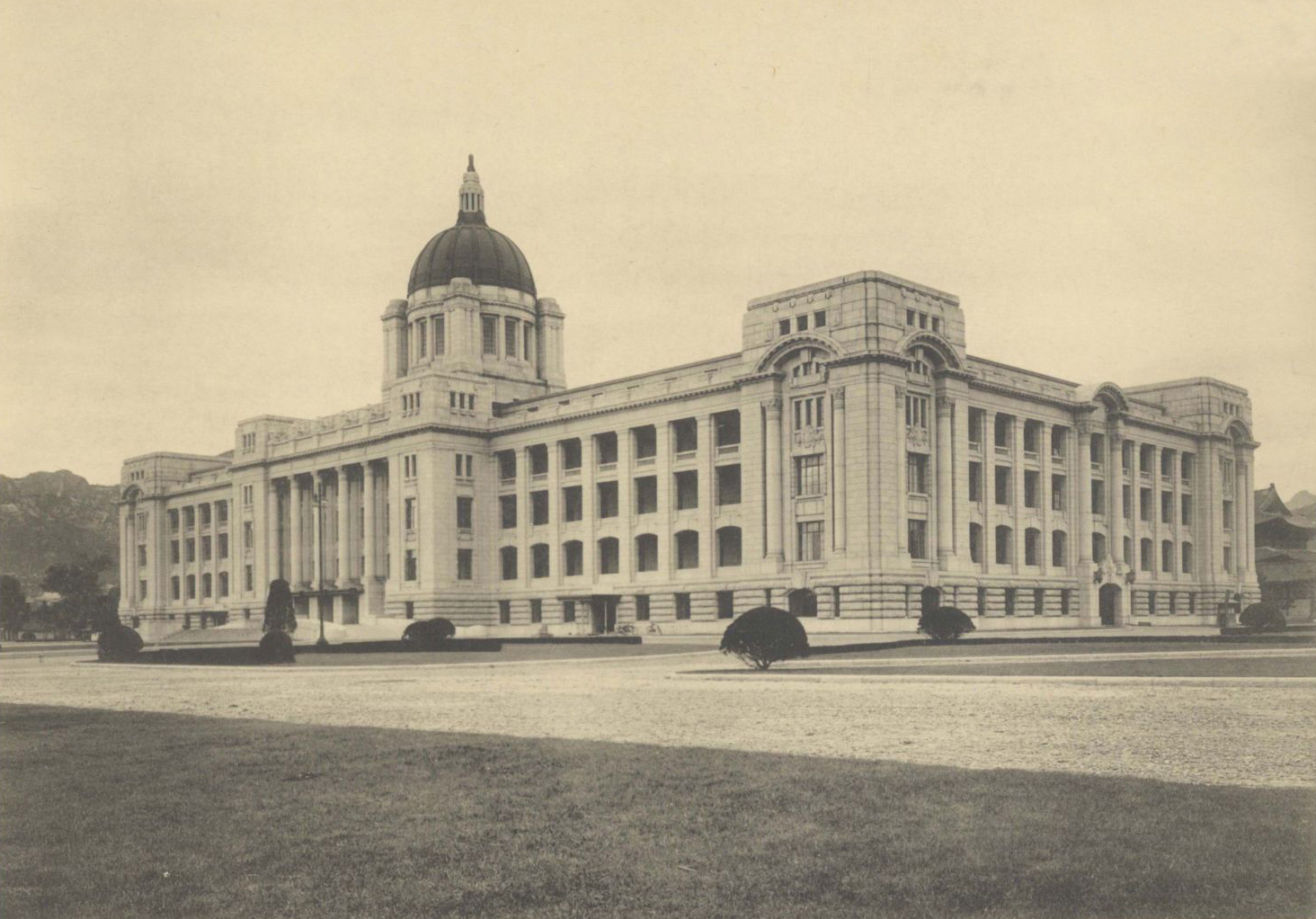
朝鮮総督府

1910年、大日本帝国は大韓帝国との間に結ばれた「韓国併合ニ関スル条約」（日韓併合条約）の締結によって大韓帝国を併合し（韓国併合）朝鮮総督府の統治下に置いた。日本の同盟国のイギリスやアメリカ、フランスやドイツ、清などの世界の主要国はこれを認めた。
日本による統治期間は、
- 1919年の三・一独立運動までの武断統治期
- それ以降日中戦争に至るまでの文化統治期
- 日中戦争、太平洋戦争から終戦に至るまでの戦時体制期

に大きく分けられる。
大日本帝国の併合期間に鉄道、道路、港湾、通信など各種インフラが拡充されて近代化され、朝鮮王朝末期に比べ、はるかに効率的な行政組織と貨幣、金融、財政制度の整備と教育をはじめとする制度の改善が行われた。
一方で開発の過程で生産手段の土地と資本の大部分は日本人に集中しており、朝鮮人は生産手段の所有から排除されていくことになった。朝鮮という地域で経済開発が成されたとしても、朝鮮人の生活の向上や改善には寄与せず、人口の大部分を占める農家の半数以上は春窮の飢えに苦しんでいた。
日本の統治下にあった朝鮮では日本語が「国語」とされ、学校教育も初等教育段階から日本語でなされた。併合当初は必修科目の内容として朝鮮語も含まれていたが、より皇民化教育が強まった1938年以降は学校内での朝鮮語の使用そのものが制限されていくことになった。
また、憲兵警察制度（併合年で7,712名。その内、朝鮮人は4,440名）を創設し、内地と同様の言論・結社の自由の厳しい制限などに代表される武断統治を行い、朝鮮王朝末期から続いていた混乱を収束させ、抗日運動を抑えこんだ。1919年には三・一独立運動が起こったが、日本の憲兵警察により鎮圧された。
三・一独立運動以後、日中戦争に至るまでの期間は三・一運動や大正デモクラシーの影響などにより朝鮮総督府は従来の統治政策を修正し、表面上は内地と同様に言論や結社の自由が与えられたため、比較的自由な雰囲気の中で、朝鮮人による様々な民族運動が繰り広げられた。一方で独立や日本人の権利を害する運動には厳しい弾圧が加えられた。朝鮮は日本統治以前は厳しい身分制度に支えられた専制政治が行われており、李氏朝鮮時代は独立協会などの団体が民主主義運動を行っていた。中山成彬によれば、1933年に日本政府によって民主的選挙が導入されると、道議会議員の8割以上が朝鮮人となり、日本統治時代を通じて道知事の半数程度が朝鮮人だった。朝鮮文学の発展が見られ、大都市を中心に大衆文化の発展も見られた。満洲国（1932年以降）と接する北部国境地帯では、共産主義国家であるソビエト連邦の支援を受けた朝鮮独立を掲げる共産ゲリラと朝鮮総督府との散発的な戦闘も発生している。
1931年7月2日に、中華民国吉林省長春市郊外で、朝鮮移住民と中国農民の衝突事件（万宝山事件）が起こり、その報復として、朝鮮人による華僑虐殺事件（朝鮮排華事件）が朝鮮および日本本土で起き、日中間の外交問題となった。
1931年9月に、満洲事変が勃発すると、満洲に居た多数の朝鮮人小作人は親日へと転化した。朝鮮半島でも「内鮮一体」が主張され、皇民化推進団体が結成された。三・一独立運動の首謀者の一人である崔麟も太平洋戦争開戦のときには親日家となっており、太平洋戦争を「聖戦」と讃え、日本の支援を積極的に行った。また、玄永燮は朝鮮語を禁じるべきだと主張し、李東華は朝鮮人にも日本人と同様に兵役の義務を与えるべきだと主張し、朝鮮神宮では「国威宣揚武運長久祈願祭」が挙行されるようになった。李覚鐘は「私共は大日本帝国の臣民であります」「私共は互いに心を合わせて、天皇陛下に忠誠を尽くします」「私共は忍苦鍛錬して、立派な強い国民となります」と書かれた皇国臣民ノ誓詞を書いた。
1937年に日中戦争が勃発すると、朝鮮人から志願兵の申し出が行われるようになり、朝鮮人の朴春琴衆議院議員から「朝鮮人志願兵制度」の請願が出され、1938年からは朝鮮人にも兵卒の志願を許可する陸軍特別志願兵令が公布され、軍人・軍属として戦地に赴いた者も存在した。当時は陸軍を中心に、日本内地人の徴兵適齢者は枯渇しつつあり、朝鮮人を始めとする外地人も兵力の給源とせざるを得ないとする意見が広まっており、朝鮮における徴兵制をその帰結とする意見もある1944年9月からは朝鮮人にも徴兵が適用されたが、入営は1945年1月から7月の間に限られた上に、朝鮮半島か日本内地における訓練中に終戦を迎え戦場に派遣されなかった。
1944年9月から1945年8月にかけて、適用が控えられていた朝鮮においても国民徴用令が実施され、労働力としての徴用が実施された。日本本土への朝鮮人徴用労務者の派遣は1945年3月の下関－釜山間の連絡船の運航が止まるまでの7か月間であった。1959年の外務省の調べによると、戦後日本に残留した在日朝鮮人のうち、徴用で日本に来た者は245人であった。内地（日本）に渡航して来た朝鮮人の大半は、太平洋戦争以前よりより良い職を求めての個別渡航や、工鉱業、土木事業等の募集に応じてきた者であった。その一方で、2009年1月30日に韓国国務総理室の日帝強占下強制動員被害真相糾明委員会は、「およそ12万人の朝鮮人が徴用された」と発表し、それを「強制動員の被害者」としている。
日本軍の将兵を相手に慰安婦として働く朝鮮婦人も存在した。韓国では、慰安婦について政府とマスコミは「日本軍が本人の意思を無視して強制徴用などにより行った人権侵害である」という見解を取り、「従軍慰安婦問題」として日本に補償を求める動きがある
。これに先立ち日本政府が調査を行った結果、植民地だった韓国や台湾から日本軍が女性を強制連行した証拠は見つからなかった。さらに、韓国の世宗大学とアメリカのサンフランシスコ州立大学の教授による共同調査でも、「女性たちが家族を養うためや横暴な親から逃げるため、あるいはブローカーにだまされたためなど、さまざまな理由から慰安所で働いた」としている。また一部の韓国の学識者と日本の歴史学者は、慰安婦について「自主的に応募してきた売春婦である」という見解をとり、韓国では慰安婦を勤労奉仕の女子挺身隊と混同していると指摘している。

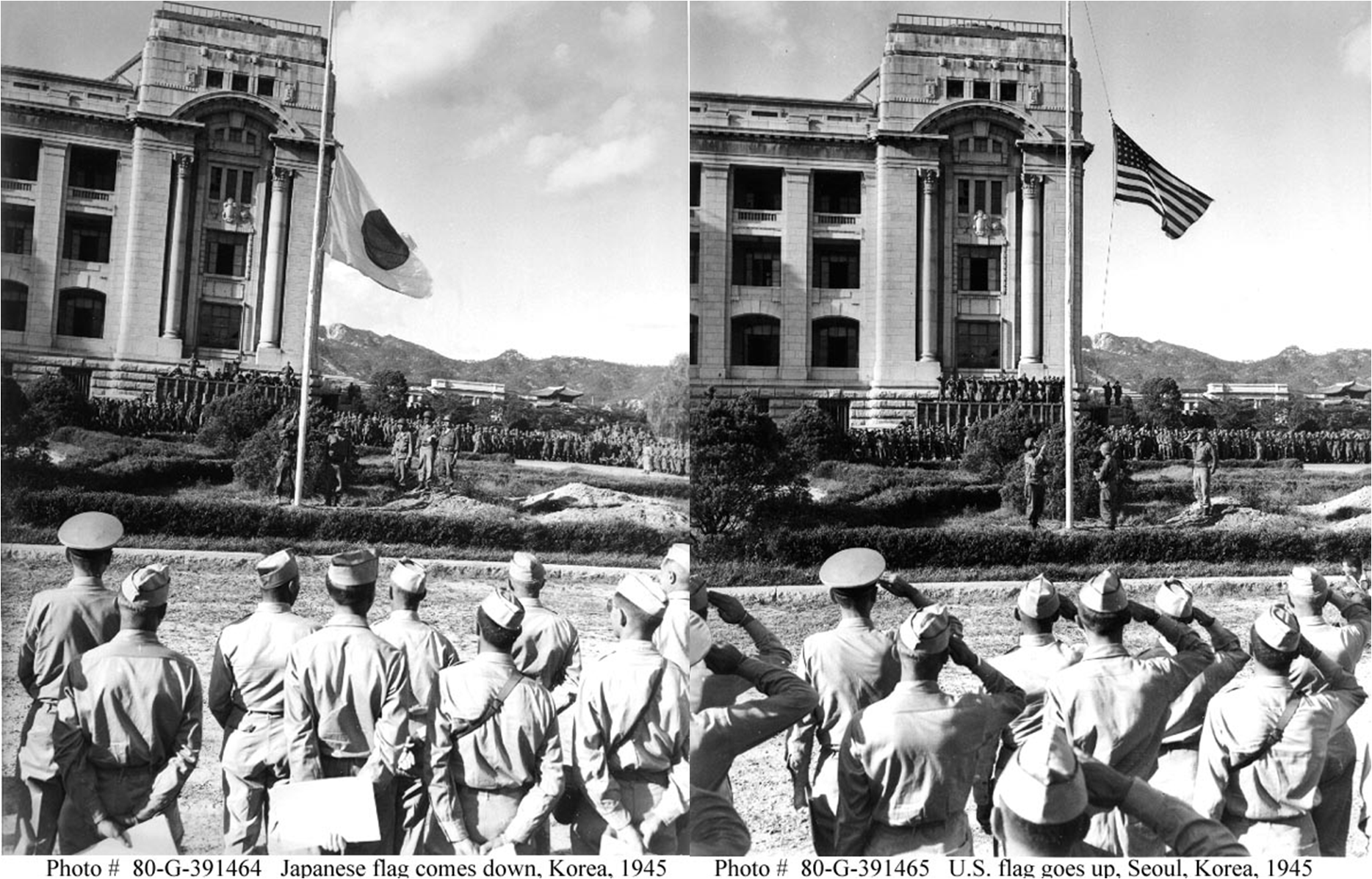
南朝鮮に駐留していた日本軍が降伏し、南朝鮮を占領下においた連合国軍の1国のアメリカの星条旗が掲揚される（1945年9月9日・朝鮮総督府）

第二次世界大戦中は、戦時下における国策として皇民化教育や創氏改名などが推進された。
戦争激化に伴い物資・情報統制が強まった為、多くの刊行物が廃刊され、1940年には朝鮮語媒体の『朝鮮日報』『東亜日報』も廃刊させられたが、『毎日新報』と官報は存続した。
1945年8月15日の連合国軍の勝利と日本軍の降伏により、日本の朝鮮半島統治は終焉を迎えた（8月15日は現在、韓国では「光復節」として祝日となっている）。日本のポツダム宣言受諾により、朝鮮半島の統治権は連合国側に移った。1945年9月2日、アメリカ戦艦ミズーリの甲板上で日本政府が公式にイギリスやアメリカ、中華民国やソ連をはじめとする連合国との間で降伏文書に調印した。1945年9月9日、降伏文書調印に伴い朝鮮総督府は解体され、京城の朝鮮総督府庁舎には日章旗に代わり、朝鮮半島の南半分を占領下においたアメリカの星条旗が掲揚された。まもなく、アメリカ軍は降伏条件には定められていなかったが日本政府および日本人の資産を没収した。
終戦後、日本人引揚者たちは検問でソ連兵や朝鮮人への女性や金品の供出を強要され、日本上陸後に15歳以上の女性は妊娠・性病検査や堕胎手術を受けた。
終戦直後、朝鮮総督阿部信行と朝鮮軍司令官上月良夫により朝鮮人への権限移譲が行われ、朝鮮人民共和国が建国が宣言されたが、アメリカはこれを認めず、進駐の翌日9月9日に軍政を布告。ソ連と共に朝鮮半島を北緯38度線を境に南をアメリカが、北をソ連が占領（分割占領）した。その後、連合軍軍政期を経て北緯38度線より南側が大韓民国（韓国）、北側が朝鮮民主主義人民共和国（北朝鮮）としてそれぞれ独立を宣言する。アメリカが韓国を、ソ連が北朝鮮を支援し、1950年に朝鮮戦争が勃発した。
韓国政府は、1951年にアメリカのカリフォルニア州サンフランシスコで行われた連合国と日本国との平和条約（サンフランシスコ講和条約）の締結の際に、自国を「第二次世界大戦における戦勝国（=連合国の1国）」として参加させるように求めた。同年にアメリカのジョン・フォスター・ダレス国務長官補は、「韓国は日本と交戦状態にあったわけではなく、また連合国共同宣言に署名しておらず、講和条約の署名国とはなれない」ことを正式に通知し、他の条約締結国もこれに異議を申し立てなかった。
産業資源の多くが北部に集中していたため、北朝鮮は朝鮮戦争からしばらくの期間、工業生産力・軍事力などの点で韓国を圧倒していたが、韓国は輸出を重視した工業政策、ベトナム戦争への派兵にともなう特需、戦後賠償を含むアメリカや日本の経済・技術援助などを獲得して「漢江の奇跡」と呼ばれる経済発展を達成した。

## 李王家の処遇

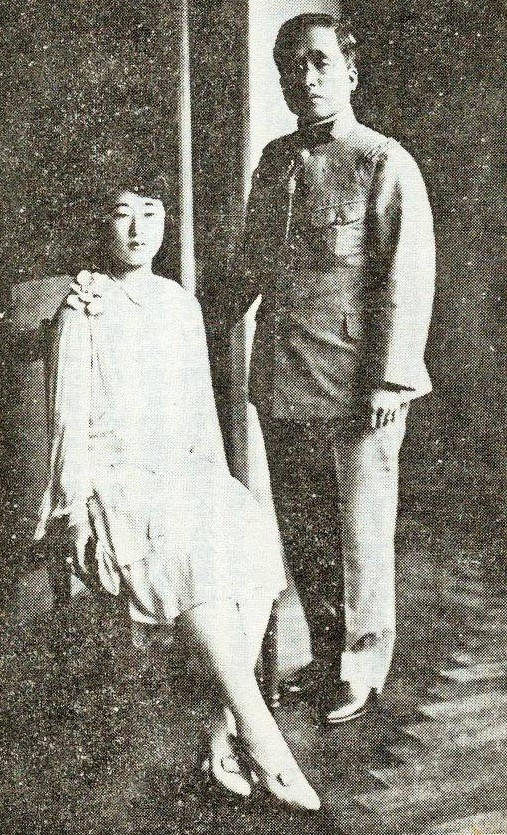
方子女王と李王垠夫妻

李氏朝鮮王家および大韓帝国皇族であった李王家は王公族として日本の皇族に準じた華族より上位、皇族よりも下位の身分とされ、貴族院に議席を持つとともに帝国陸軍軍人として奉職した。李王家の李王垠には皇族梨本宮家から方子女王が嫁入りしている。
東京府赤坂には李王家の邸宅が設けられた。李鍝は日本陸軍中佐として太平洋戦争で戦死（軍務中に広島にて被爆死）している。
一方、朝鮮人の過激派からは、純宗が李完用へ全権委任状を出すなどした経緯から、「日韓併合」の主犯とも見なされ、暗殺の対象とされた。李王世子暗殺未遂事件などが起きている。
日本の敗戦後には、日本を占領下においた連合国によって華族が廃止されたために爵位を失った。連合国の承認を得て建国された大韓民国大統領の李承晩は、軍事政権による独裁の障害になることを懸念して長年にわたり李王家の帰還を許可しなかったため、李王垠や方子は在日朝鮮人となり、韓国への帰還を許されたのは晩年のことであった。

## 社会政策

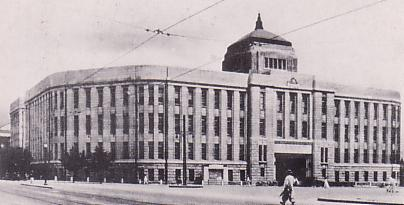
主要都市には近代的な府庁舎が建設された（写真は京城府庁舎）

朝鮮総督府により、近代的学校教育（日本統治時代の朝鮮の教育）の拡充や戸籍制度などの社会インフラの整備がおこなわれた。1937年には、李氏朝鮮時代から続く宗教結社であった白白教を白白教事件で犯罪組織として取り締まった。一方で公立学校を中心とした同化政策や、独立運動に対する警戒・取締は植民地化の経緯とあいまって朝鮮民族として日本への反感を強める人々もいた。また、統治者としての在鮮日本人の間では朝鮮人への侮蔑意識が内地の日本人以上に広まったとされ、そのことも朝鮮人の反感を招いたとされる。朝鮮総督府側も、朝鮮人に対する侮蔑意識が統治への反感を無意味に掻き立て、円滑な統治を妨害しかねないと懸念を表明することがあった。

### 身分解放
統監府は1909年に戸籍制度を朝鮮に導入し、李氏朝鮮時代を通じて人間とは見なされず、姓を持つことを許されていなかった白丁などの賤民にも姓を名乗らせて戸籍には身分を記載することなく登録させた。これにより、身分解放された白丁の子弟も学校に通えるようになった。身分解放に反発する旧両班の人々は激しい抗議デモを繰り広げたが、身分にかかわらず教育機会を与えるべきと考える日本政府によって即座に鎮圧された。

### 教育制度

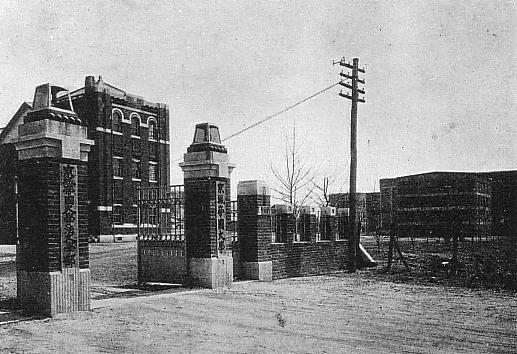
朝鮮に設立された京城帝国大学

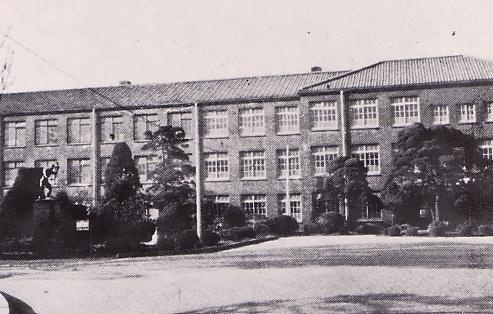
京城女子師範学校。女性教師の育成が行われた。京城師範学校では男性教師が育成された

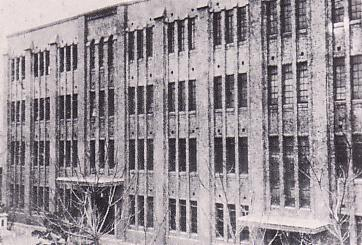
京城歯科医学専門学校。歯科医の育成が行われた。京城帝国大学や京城医学専門学校では医師の育成も行われた

#### 教育制度の整備と識字率向上
朝鮮では1895年の甲午改革により近代教育制度が始まったが、1906年の時点でも小学校が全国で40校未満であり、両班や中人の子弟は官吏登用を目指して書堂と呼ばれる私塾で主に漢籍の教育を受けていた。初代統監に就任した伊藤博文はこの状況について、大韓帝国の官僚に対し「あなた方は一体何をしてきたのか」と叱責し、学校建設を改革の最優先事項とした。伊藤が推進した学校建設事業は併合後も朝鮮総督府によって継続され、朝鮮における各種学校は1940年代には1000校を超えていた。
朝鮮総督府は朝鮮人による自主的な教育については警戒、統制を行いつつ、教育内容の整備を進め、教授言語を日本語とした上で、国語としての日本語をはじめ算数、日本史、朝鮮語、朝鮮史（朝鮮史は「朝鮮事歴」という名前で教育されていた）、修身などの教育を公立学校を中心に展開した。

#### 初等中等教育
併合当初、朝鮮の初等中等教育制度においては日本内地人向けの学校と朝鮮人向けの学校が別個に存在していた。基本的に内地人対象の小学校、中学校、高等女学校と、朝鮮人対象の普通学校、高等普通学校（高普）、女子高等普通学校(女高普）であった。しかし日本語能力が特に高ければ例外的に内地人学校への進学も認められており朝鮮総督府学務局刊行の『昭和九年度編纂（昭和九年五月末現在）朝鮮諸学校一覧』によれば、公立中学校の朝鮮人生徒数は324 名、高等女学校の朝鮮人生徒数は公立が517 名、私立が27 名だった。1938年の朝鮮教育令改正(第三次朝鮮教育令）により普通学校、高普、女高普は廃止され 、内地人も朝鮮人も同一の学制の適用を受けることになった。
日本統治下で初等教育が順次拡充され、初等教育就学率は日本統治時代の最末期で男子が6割、女子が4割程度であった。初等教育機関（普通学校・小学校・国民学校）の教員は、朝鮮の師範学校で養成される教員と日本内地から派遣される教員が混在していた。
初等教育就学率は1910年で1.0%、1923年で2ケタ台にのり11.2%、1935年で21.7%、1943年で49.0%であった。
1946年度からは日本内地と同様の八年制義務教育制度(国民学校初等科及び高等科)を導入することが計画されていた。

#### 高等教育
高等教育については、官公私立の旧制専門学校が多数設立されたほか、1924年に京城帝国大学が、朝鮮唯一の旧制大学として、また日本で6番目の帝国大学として日本内地の大阪帝国大学や名古屋帝国大学よりも早く設立された。朝鮮人による民立大学設立運動については、民族精神の再生産を行い、植民地統治への妨害になりかねないとして抑圧する姿勢を採ったため、京城帝大は日本統治下の朝鮮で唯一の旧制大学となった。また朝鮮においては旧制高校は設置されず唯一の大学予科として京城帝大予科が置かれた。日本統治時代末期において、京城帝大における内地人学生の比率は6割程度、朝鮮人学生の比率は4割程度であった。

#### 言語教育およびその政策
李氏朝鮮は清国の従属下にあり漢字が重視される一方、ハングルは軽視され、公文書でも採用されることもなかったが、李朝末期（1886年）になって開化派と朝鮮国の日本人顧問である井上角五郎の協力により、朝鮮で初のハングル使用の新聞・公文書（官報）である『漢城周報』（1886年創刊）が発行された。
また、李氏朝鮮では一般人（特に女子）のための教育機関は皆無で、当然義務教育制度もなく大多数の朝鮮人は読み書きができない状況だった。しかし、開港期から日本に併合されるまでの間に、ハングルと漢字を交えた近代文語体系が成立し、官報や各種の新聞・教科書等で使用されるなど、次第に識字が普及しはじめていた。さらに日本統治下になると、朝鮮総督府により学校教育における科目の一つとしてハングルと漢字の混用による朝鮮語が導入されたため、朝鮮語の識字率は一定の上昇をみた。
併合後は日本語が「国語」と定められたことにより、従来からある朝鮮語と合わせて、ひらがな・カタカナ・ハングル・漢字が混在する複雑な言語生活を強いられることになった。こうした多言語多文字状況は併合期朝鮮における識字技能習得を非常に困難なものにしていたことが指摘されている。日本語が併存する併合期朝鮮における35年のハングル識字普及のスピードは、解放後の約10年間に韓国・北朝鮮両政府により展開された識字政策とは比較にならないほど抑制されたものだった。
1911年に朝鮮総督府は、第一次教育令を公布し、教育勅語の趣旨に基づいて天皇に忠良な「国民」の養成をうたい、特に日本語の普及を目的とすることを明記していた。朝鮮語は必修科目の朝鮮語及漢文読本の中で教えられることとなったが、実情においては朝鮮語より漢文の授業が多く占めるものであり、漢文を通じて日本語の漢字を普及させることを目的としていたのではないかと指摘されている。
1921年時点においては、学校における教授言語は定まっていないながらも官公立学校では日本語で行うことが普通である一方、生徒相互の会話においては日本語の使用を励行するが朝鮮語で行われることが普通であった。
1922年に公布された第二次教育令では、朝鮮語は漢文から分離されて独立した必修科目となった。しかし、6年制普通学校の総授業時間において、国語（日本語）に対して朝鮮語は1/3以下であった。
総督府は1912年に、近代において初めて作成された朝鮮語の正書法である普通学校用諺文綴字法を作成し、1930年には児童の学習能率の向上、朝鮮語の綴字法の整理・統一のための新正書法である諺文綴字法を作成し、それを用いた。識字率の上昇によってハングルで書かれたタクチ本が1920年代から1930年代にかけて流行した。

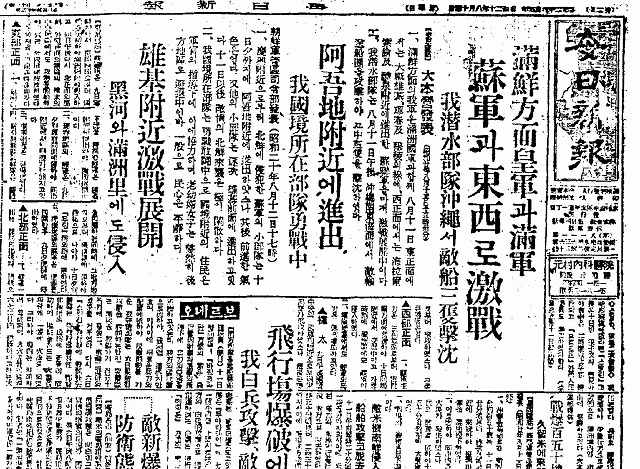
ハングル表記の『毎日新報』（1945年8月14日）

1937年の日中戦争以降、総督府は日本軍の兵士として朝鮮人を動員することなども視野に入れ、朝鮮人の"皇民化"を進めた。1938年の第三次教育令では朝鮮語は必修科目から随意科目に変更され、実際には朝鮮人が朝鮮語を履修する機会はほとんど与えられなくなった。また、教授言語を日本語と定め、学校教育では教師も生徒も朝鮮語の使用を一切禁止されていくことになった。1941年の第四次教育令後に朝鮮語の科目は廃止された。
「第八十六回帝国議会説明資料」（1944年12月、朝鮮総督府）によれば、1938年には「国語（日本語）を解する朝鮮人」の割合が前年度の8%弱から13%強にまで伸びて（1943年末で22%）いる。
1942年10月には、朝鮮語学会の主要メンバーが治安維持法違反で逮捕されるという事件が起こった（朝鮮語学会事件）。これは上海の大韓民国臨時政府と連絡をとりあっていたメンバーが朝鮮語学会を仮装組織としていた事で逮捕されたものであり（16名に対して予審を申請（予審申請のうち2名は死亡）、14名を起訴猶予、3名を不起訴）、朝鮮語の研究や普及の活動について検挙されたものではない。朝鮮語学会事件は学術団体を仮装した独立運動団体であるとみなされ治安維持法1条違反適用で33名を検挙、うち16名が起訴された事件。判決は「民族運動ノ一形態トシテノ所謂語文運動ハ民族固有ノ語ヲ含ム民族独立運動ノ漸進形態」として5名が62年から6年の実刑判決。咸興（ハムフン）刑務所に収監、崔鉉培、李熙昇、李克魯、鄭寅承らは1945年の解放まで3年の獄中生活を送り、李允宰、韓澄は獄死」。もっともこの時期の朝鮮における治安維持法適用は神社参拝の強要に抗議した基督教徒に対して不敬罪、保安法、治安維持法を適用し、少人数で構成された読書会や研究会の活動も重刑の対象となっていた。白楽濬は民族学会や震檀学会を設立した発起人でもあり、とりわけ朝鮮古代史や震檀教団とのつながりが独立派（国権回復運動）とみなされる要因となったとの研究もある。なおアジア歴史資料センターに「第84回帝国議会説明資料朝鮮総督府法務局所管1帝国議会関係雑件」資料あり（レファレンスコード B02031404800）。ここでは上海の大韓民国臨時政府と連絡をとりあっていた義本克魯（李克魯）、月城鉉培（崔鉉培）らが参与する独立運動の仮装組織として検挙、16名に対して予審を請求（予審を申請された被告人のうち2名は死亡）、14名を起訴猶予、3名を不起訴したとの報告がある。
日本による統治の末期には学校内で朝鮮語の使用が罰せられたというケースもあり、これは日本内地においても方言の使用が学校内で禁止されたことの延長にあるものであり、このような「方言滅ぼし教育」は言語の中央集権化にともなう少数言語弾圧のシステムであったと指摘されている:118
。朝鮮総督府においても、1921年から1945年の日本統治終了に至るまで、朝鮮語能力検定に合格した職員を昇進・給与において有利に処遇していた。朝鮮語紙である毎日新報は日本統治終結まで発行が継続された
1943年時点で、日本語を解する朝鮮人は1,000人当たり221.5人（「朝鮮事情」1940-1944年版）で、8割の朝鮮人は日本語を話すことが出来なかった。
1945年8月以降のアメリカ軍による占領が始まった当時、「南朝鮮の12歳以上の総人口の78%はハングル文盲であった」とのアメリカ軍の簡易調査もある。

### 文化保護
1934年に朝鮮総督府は李氏朝鮮の主な文化財の保護のための総督府令を出している。国宝に指定されたものには南大門などが含まれていた。
日本人学者とその朝鮮人の弟子達によって歴史・語学・文学などの韓国学研究の基礎が作られた。

### 言論政策
日中戦争の長期化による物資欠乏への対策や情報統制の必要から日本内地では1938年4月に国家総動員法が制定され、8月からの新聞用紙制限令による用紙制限や新聞の整理統合を通じ、739紙あった新聞を最終的に54紙にまで削減するなど、新聞紙法や出版法を厳しく適用しながら新聞・出版・言論統制を強めた。朝鮮においても、1940年には「朝鮮日報」「東亜日報」が総督府命令により廃刊となり、朝鮮語新聞は総督府が発行する毎日新報だけとなったが、硫黄島の戦いにおける日本軍の玉砕は朝鮮語でも報じられた。なお、総督府が発行する朝鮮総督府官報は、1930年4月1日から朝鮮語訳文の掲載を廃止し、日本語のみとなっていた。

### 同化政策

#### 創氏

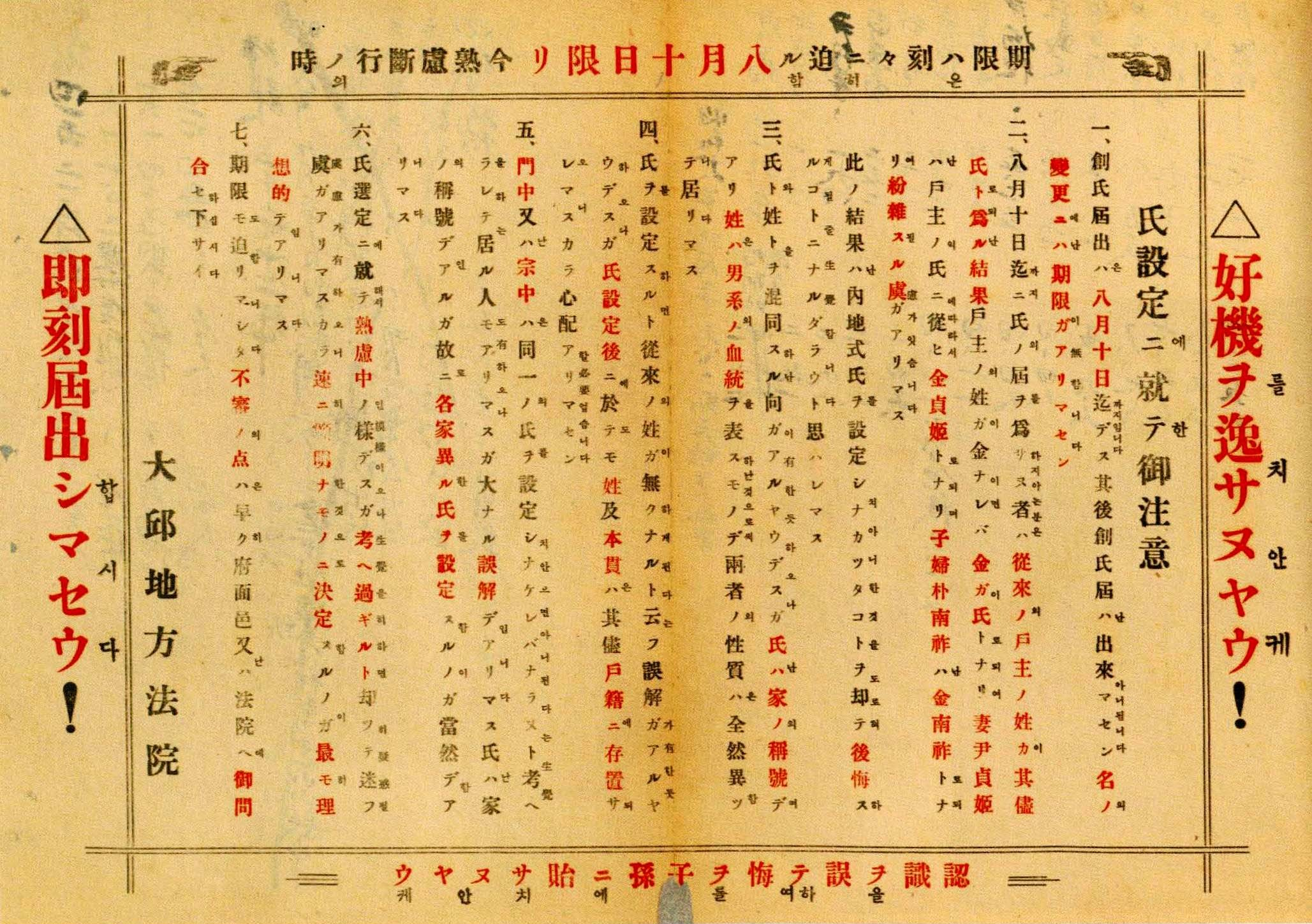
創氏の法院公告「氏を設定すると従来の姓が無くなると云う誤解があるようですが氏設定後に於ても姓及び本貫は其儘戸籍に存置されますから心配ありません」

創氏は、朝鮮の宗族による管理システム（本貫と姓）に新たに家族名である「氏」を加え、日本及び欧米で一般的な家族単位の管理システム下に組み入れるものである。この過程で中国式の夫婦別姓を名乗っていた妻も夫と同じ一つの家族名の下で管理されることになった。改名とは姓名を届け出する際に名を日本風に変更することを可能にする制度である。それまでは日本内地に見られる姓名は許可しないこととして厳しく制限されていた。1940年に取られたこれらの措置を創氏改名と呼ぶ。
前者は制度上必須であり、全ての朝鮮人に適用された。後者は任意であり、当初南次郎総督自身もそのように言明していた。水野直樹によれば、1940年2月11日の届出開始以降全戸数の中で姓名を届け出た人々の割合が4%程度と著しく低かったことから、朝鮮総督府は方針を転換し、下部機関を中心に朝鮮人に日本的な名字を名乗るよう推奨するキャンペーンを開始し、結果として80%以上の朝鮮人は日本的な氏の届出をしたとしている。一方、残りの2割（日本内地では約85%）は法定創氏により朝鮮式姓がそのまま氏として設定された。朴春琴や洪思翊など、法的創氏により朝鮮式の姓名を氏名として使い続けた事例もあった。また、朝鮮に居住している朝鮮人では改名者の割合は9.6%だった。
創氏改名の第一目標であった朝鮮人の名字を日本式に改めることに関しては、朝鮮に日本風の家制度を導入することが主眼とされていた。

#### 創地改名

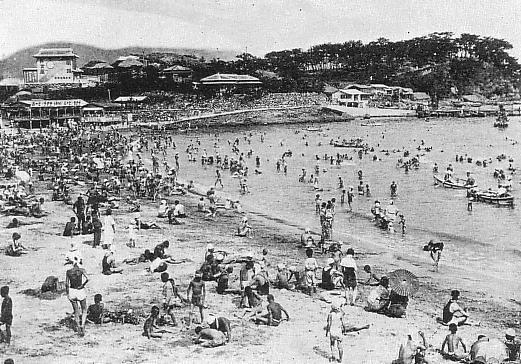
市民でごった返す釜山松島海水浴場

植民地支配時、朝鮮固有の地名を日本式に強制的に変更したとして中央日報が2009年10月の記事で指摘した事例。例として慶北青松郡盈徳郡（キョンブク・チョンソングン・ヨンドククン）の周王山（チュワンサン）の竜湫（ヨンチュ）滝、中竜湫、竜淵（ヨンヨン）滝（あるいは上竜湫）を3つの滝について、第一の滝を仙女湯に変更した。これは名前に竜が入っており、植民地民の気が強くなる懸念が高いという口実で改名したとする。慶尚北道慶山郡竜城面（キョンサンプクト・キョンサングン・ヨンソンミョン：現在の慶尚北道慶山市）にある争光里（ジェングァンリ）を「日光里」（イルグァンリ）に変更したが、「景色が良くて美しい日本の“日光”とまったく同じだ」として名前を変更したとする。大田（テジョン）の鶏足山（ケジョクサン）の地名はもと鳳凰山（ポンファンサン）だったが、鳳凰を鶏（ニワトリ）に「格下げ」し鶏足山にしたとする(上記中央日報報道では、北漢山ももともと「三角山」という名前で、日本統治期に改名されたと主張しているが、「北漢山」の名前自体は李氏朝鮮時代からあり、粛宗が1711年に北漢山城を築城している。それと、上記周王山の「仙女湯」は第二の「臼滝(절구폭포)」の下の甌穴の名称であり、滝の名前を変えた結果ではない 。)。

### 宗教政策
李朝では崇儒抑仏政策により仏教が抑圧され、民衆は風水、巫覡、祭祀などの民間宗教や、儒教・仏教・道教の流れを汲む新興宗教に傾斜していた。その代表的な教義に「後天開闢」があり、天が直接光臨する時代が到来し、理想郷の地上天国が実現されるとする思想である。東学は後天思想に基づく新しい宗教の代表格であった。
江華島事件から19世紀末頃の情勢はこのようなものであり、キリスト教はすでに朝鮮半島に渡来していたが李朝はあへんと同じようなものと警戒しており、本格的な宣教が始まるのは1884年に長老派の医師Allenの朝鮮入国以降とされる。朝鮮におけるキリスト信者の成長率は世界のキリスト教宣教史上類まれなものであり、1895年に公称1590人の信徒が1910年には22万6791名に達した。
神道は日本人居留民によりわずかに保持されているのみであり、明治初期に朝鮮宣教に乗り出したのは真宗大谷派などの仏教会である。朝鮮神社が設置されたのは併合から遅れること15年後の1925年であり、それ以前には朝鮮半島に社格をもつ神社はなかった。朝鮮総督府が神社・神祠制度を確立するために法令を整備したのは1938年8月であり、神社参拝を公然と求めはじめたのは1937年以降である。総督府による「宗教への介入」は直接的には合理的な利害を目的とした、朝鮮統治の警察権にもとづいた介入と懐柔融和策であった。

#### 抗日運動との関係
宗教団体は抗日活動における特異な位置を占めた。キリスト教や仏教は朝鮮軍内の同調者により保護され、しばしば治外法権的地位を占め抗日活動家を保護した。キリスト教教会はアメリカなど海外の所有施設であるとみなされ東学党の乱や日清戦争のさいに民衆の保護所となった。日本軍の中にも篤実なキリスト教信者がおり教会員や財産の保護を約束した。仏教寺院は李朝の政策により抑圧されていた影響から人里離れた山奥に点在していたが、真宗大谷派など布教の成果もあって朝鮮の仏教寺院の多くは日本の仏教教団の末寺となっており保護を受けていた。これらの末寺は1907年の大韓帝国国軍の解体以降の義兵運動の根拠地として格好の隠れ家となった。朝鮮総督府は抗日活動を取り締まるためキリスト教や仏教などを統制する必要があり、一方で帝国憲法に規定された信教の自由の制約から介入と懐柔を繰り返さざるを得ない状況にあった。
1911年に起きた105人事件を口実とした宗教弾圧においてはアメリカ人宣教師により世界に報道され国際世論が日本の司法制度を厳しく批判した。キリスト教教会は朝鮮人知識層を大量に受け入れ、民衆を動員した三・一運動のような大規模な抗日・独立運動を展開した。当時の朝鮮総督斎藤実は、当初は三・一運動を鎮めるべく騒擾中に宣教師たちと会合を持ち、彼らを懐柔しようとしていたが、1920年に入って方針を転換し、キリスト教会が三・一運動の主要な組織者であったとして、47の教会が破壊された。朝鮮京畿道水原の提岩里教会では、放火などの破壊活動や日本人への凌辱行為を含む暴動の首謀者である天道教（東学）、キリスト教の信者を教会に集めて殺害し、教会ごと焼き払うという事件が起きた（提岩里教会事件）。当時、朝鮮のキリスト教徒は人口比で1.3%であったが、三・一運動で検挙された者のうちキリスト教徒は17.3%であった。

#### 神道政策

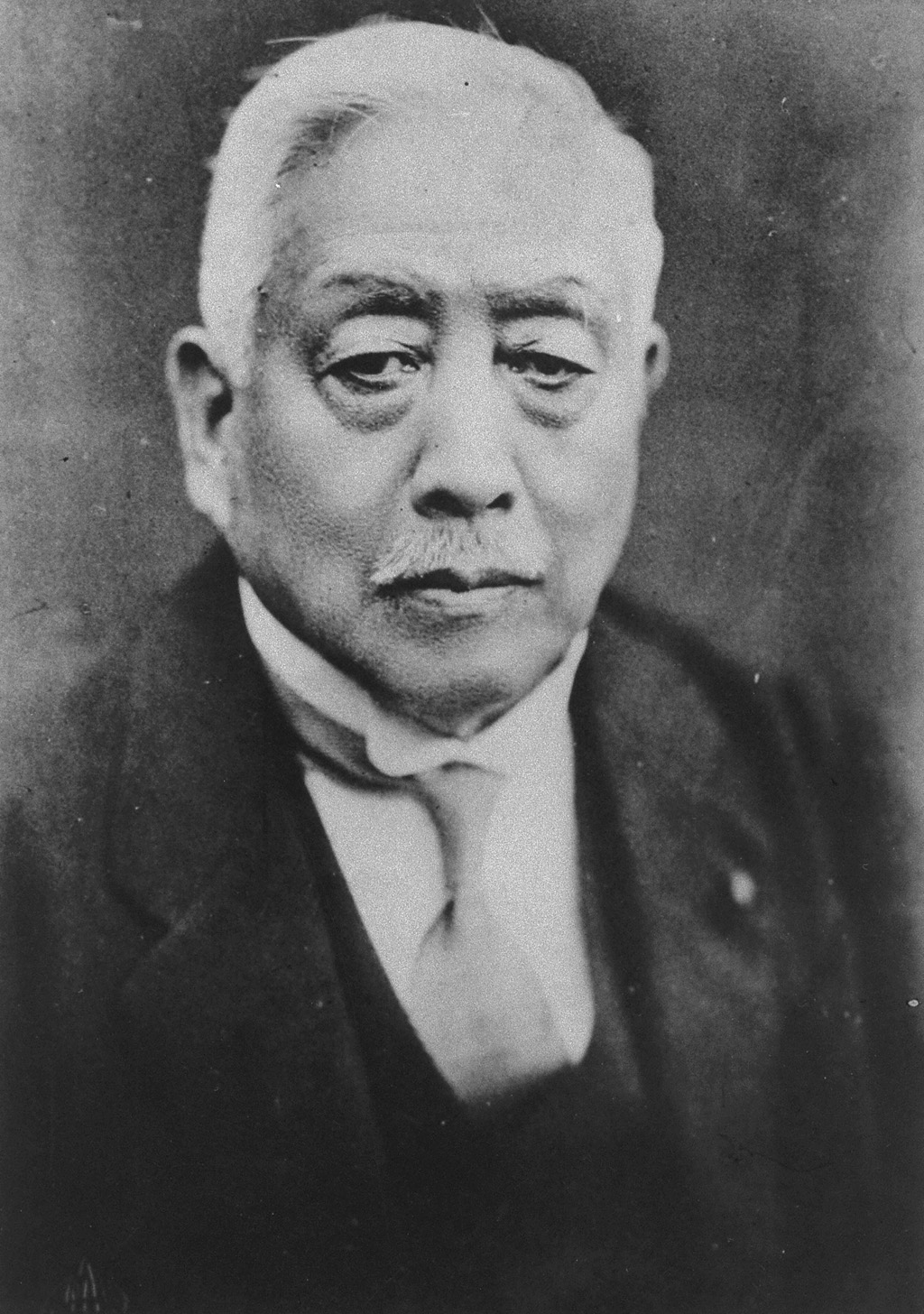
朝鮮総督の斉藤実

神道の朝鮮半島への普及は進まず、1925年にようやく朝鮮神宮が設置された。この時、朝鮮神宮にいかなる祭神を祭るかで論争（朝鮮神宮御祭神論争）が発生し、小笠原省三は「朝鮮神宮と内鮮融和」を取り上げて檀君の合祀を主唱した。しかし総督府としては非公認宗教団体の中には檀君信仰をもつ教団もあり、民族運動勢力と結び付いたものと理解していた檀君信仰を認めることは不可能であり、鎮座祭直前の9月28日に京城本町警察署長から「一部学生」が「不逞計画」を立てているとの風説ありとの報告を上げ、総督府は神社界の主張を抑えて祭神論争に終止符を打った。1937年盧溝橋事件を期に日中戦争は全面化し、朝鮮における皇民化教育の一環として皇国臣民ノ誓詞が発布され、日韓合邦の実を挙げ帝国臣民化を図る目的として国家神道が利用され、神道非宗教説をもとにキリスト教会や仏教会は神社参拝が強要された。1938年前後から朝鮮各地に官幣神社が増設されてゆき「皇国臣民化」「内鮮一体」の重要な役割を担うようになる。キリスト教は一神教であり、キリスト教徒にとっては他の神のために祈ることは、今まで築いた神との信頼関係を失うことであり受け入れがたいことであった。

## 経済

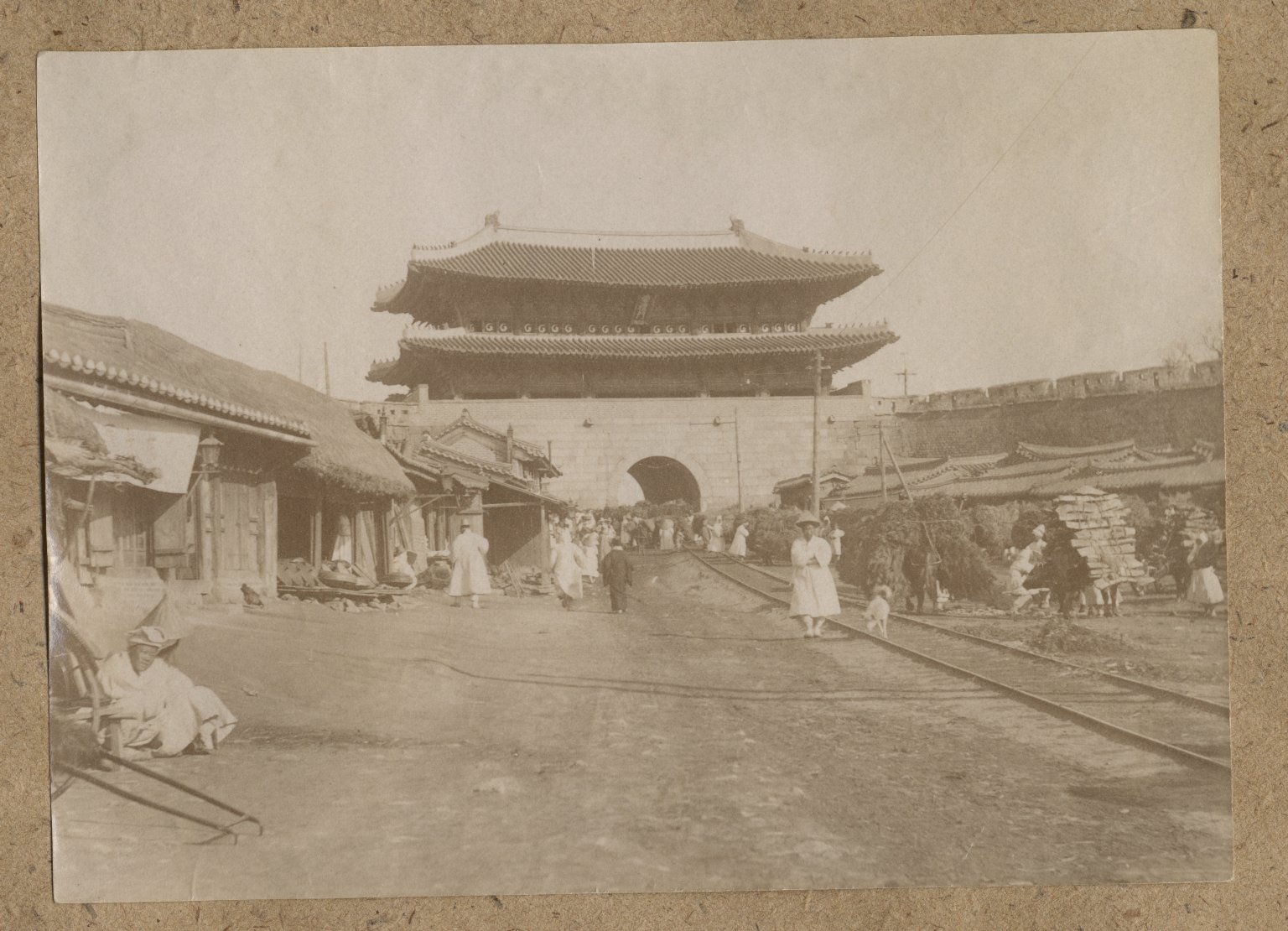
南大門（大韓帝国時代）

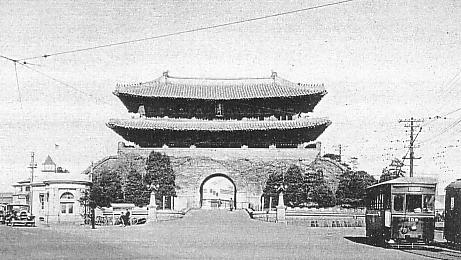
南大門（日本統治時代）

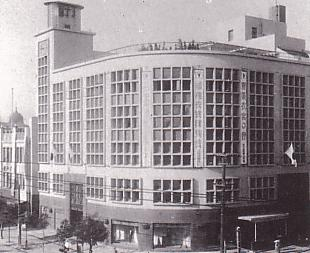
丁子屋百貨店

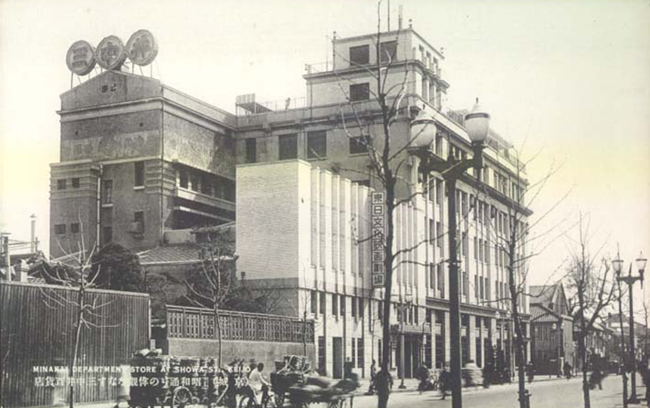
三中井百貨店

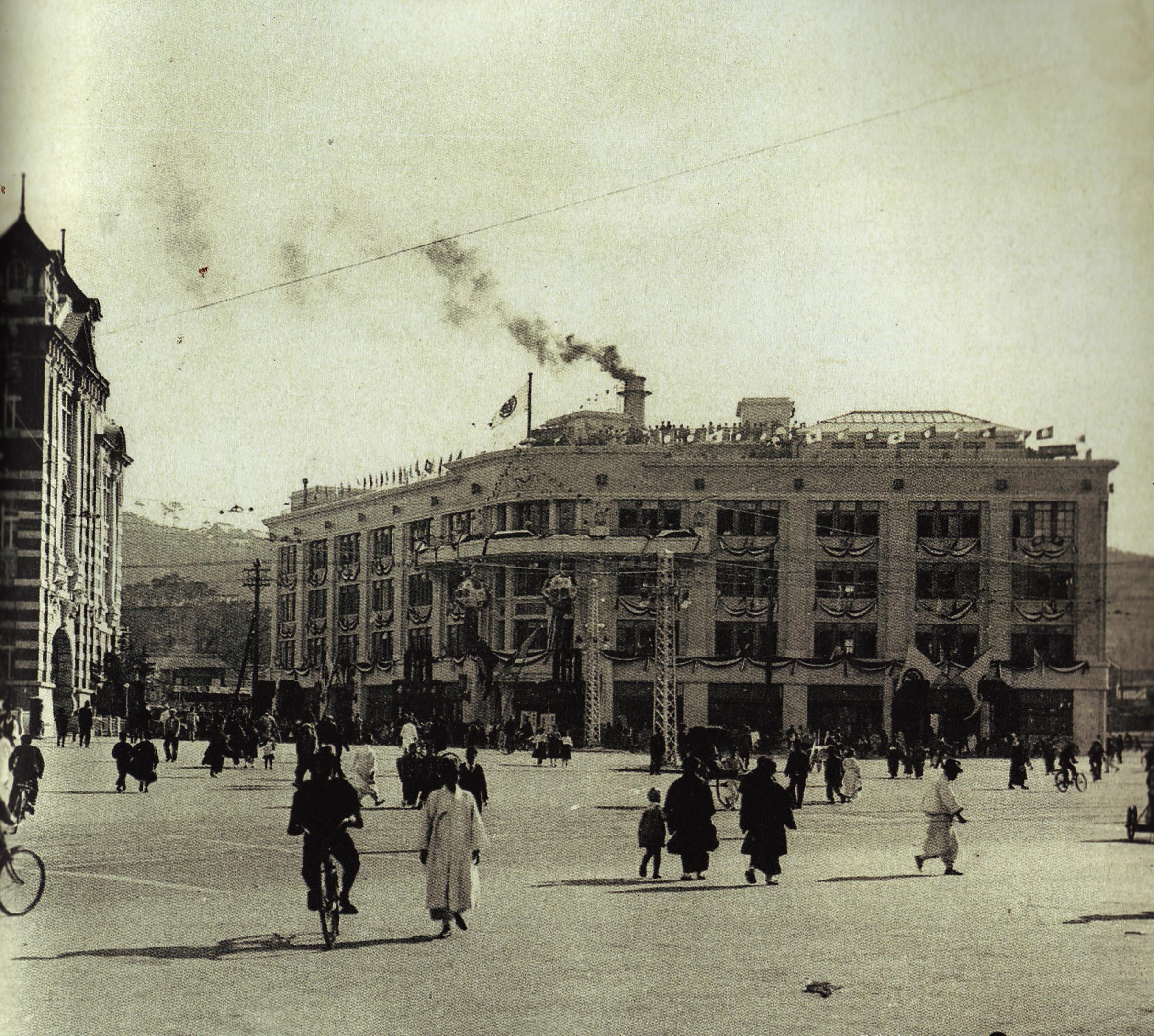
三越京城店。京城府本町一丁目五二。現在の新世界百貨店

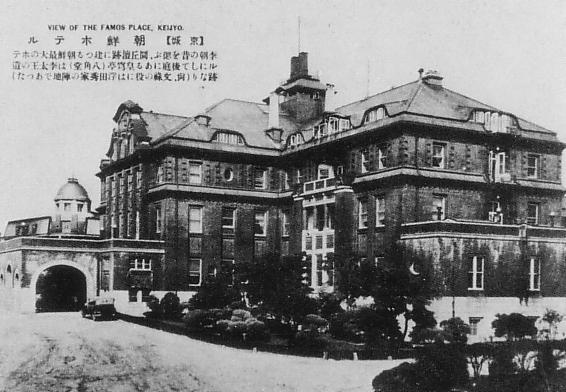
朝鮮ホテル

### インフラの整備
「朝鮮は日本の脇腹に突きつけられた匕首だ」と云われ日本本土防衛の為の重要な要であり、また日本の中でも最も遅れている地域の一つであると政府は捉え、富国強兵政策に従い多額の国家予算を朝鮮半島に投じた。
それまで朝鮮半島にほとんど存在しなかった鉄道、道路、上水道、下水道、電気インフラ、病院、学校、工場などのインフラ整備を行い、近代教育制度や近代医療制度の整備を進め、朝鮮半島を近代化していった。
鉄道路線の路線は幹線ばかりでなく生活用の支線も多くが敷設され地方経済を活性化させた。三菱製鉄（兼二浦製鉄所）や日本製鐵（清津製鉄所）による製鉄所の建設、日本窒素肥料（現：チッソ）の進出による水力発電所建設などが行われ、朝鮮総督府からの補助金による1,527件の農業用ダムと410件の水路の建設、5億9千万本以上の植林や砂防堰堤建設などの水利事業も行われた。朝鮮の食糧、資源を効率的に生産し、日本本土に輸出する目的があった。1920から30年代の朝鮮半島の経済成長率は年間約4%で、同じ期間の欧州（1%台）や日本・アメリカ（3%）に比べて高い成長をしており、朝鮮半島1人当りの生産成長率も約2.4%と高い成長率を記録していた結果が出ている。他方、これらの開発工事において、主な労働力は当然ながら朝鮮人の中に求められた。統治の前期においては賦役（無償労働）による工事なども行われており、過酷な負担であるとして3・1独立運動の原因の一つともなった。賦役の廃止後も、労働者の人権という概念の未発達と植民地人であるという要因などが重なり、朝鮮人労働者は多くの場合劣悪な環境に置かれた。
李朝末期時点では大部分で道路の舗装などが行われていなかった京城は、区画整理が行われ路面電車（ソウル市電）が走る都市となった。衛生面では、生活面における衛生指導や集団予防接種が行われ、当時朝鮮半島で流行していたコレラ、天然痘、ペストなどの伝染病による乳児死亡率が減少し、平均寿命は24歳から56歳まで伸びた。また農地の開発や農業技術の指導により食糧生産量も激増したことで、人口は併合時（1910年）の調査では13,128,780人、1944年の調査では25,120,174人となり、平均寿命も併合時（1910年）24歳だったものが、1942年には45歳まで伸びた。

### 造林事業

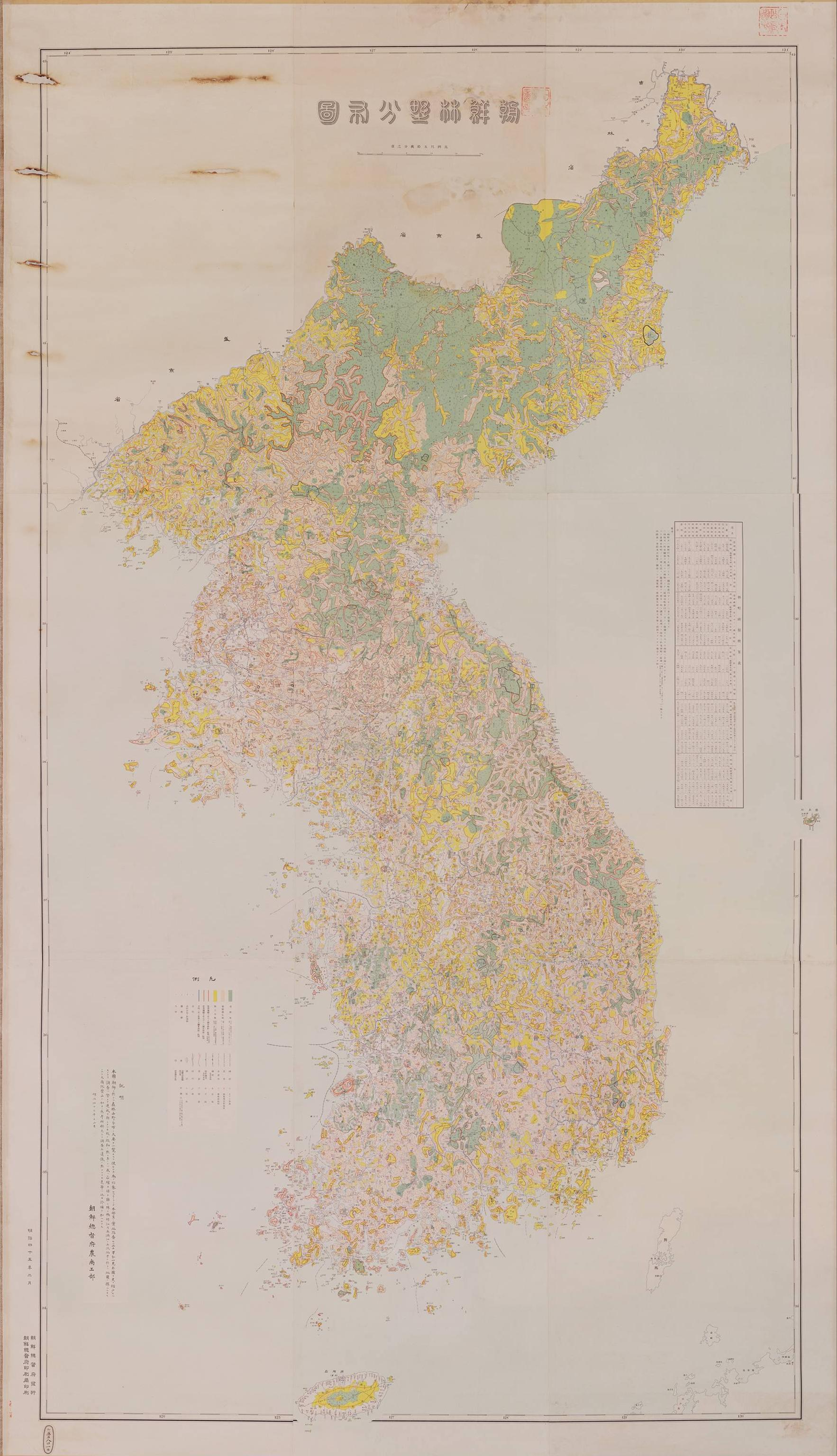
1910年頃の朝鮮半島の林野分布図（朝鮮総督府農商工部作成）。緑色：成林地、立木の密度完全なる物を1としその0.1以上を有するもの。桃色:稚樹発生地、鎌にて刈りうる程度の稚樹発生地にして密度0.1以上のもの。黄色：無立木地、密度0.1未満の疎林地及稚樹疎生地又は草生地岩石地等。

1910年当時の朝鮮全体の山林面積は1585万ヘクタールで、全面積の71%に達していたが、木材資源を示す林木蓄積量は1ヘクタールあたり17立方メートルであり、2009年の韓国の16.5%水準に過ぎず、特に南部の海抜の低い低地帯では若い木と禿げ山が大部分だった。
朝鮮半島の造林事業は当初は河川保持などの砂防目的が主眼であり、地形調査の結果、朝鮮半島は花崗岩台地の山岳地帯で、緑が育ちにくいことが判明したことが始まりとされている。
森林が無ければ、降雨で土砂が流れ込み、農林業に影響を及ぼす。1924年の京城日報によれば、造林事業は1911年には約4千町、1152万本だったが1922年までの累計は個人の造林事業などを含めると約36万町、10億本に至ったと報告されている。造林方法は植林・接木や普通播種などもおこなわれたが、国有林制の導入などによる自然復元によるところが多い。朝鮮半島北部では軍部が木材伐採事業を直接経営しており、ここでは当時の山林経営の常識として自然収奪（伐出）的側面のつよいものであった。一方で保安林の確保や林道整備など評価される点も多いが戦争末期には朝鮮半島の造林事業は放置される傾向が強くなった。
|        |      | 大正8年 （1919年） | 大正9年 （1920年） | 大正10年 （1921年） | 大正11年 （1922年） | 明治44年以降累計 （1911年〜） |
| ------ | ---- | ------------------ | ------------------ | ------------------- | ------------------- | ----------------------------- |
| 国費   | 面積 | 684                | 414                | 1046                | 655                 | 5,012                         |
| 国費   | 本数 | 346                | 504                | 1,680               | 1,694               | 14,815                        |
| 地方費 | 面積 | 223                | 203                | 300                 | 520                 | 3,155                         |
| 地方費 | 本数 | 1,051              | 729                | 1,612               | 2,940               | 14,267                        |
| 民営   | 面積 | 41,560             | 58,386             | 52,221              | 50,176              | 356,676                       |
| 民営   | 本数 | 117,807            | 156,720            | 143,949             | 145,564             | 1,029,622                     |
| 計     | 面積 | 42,467             | 59,003             | 53,567              | 51,351              | 364,843                       |
| 計     | 本数 | 119,200            | 157,953            | 147,241             | 150,198             | 1,058,704                     |

### 農地政策
総督府は土地所有者の調査を実施し、所有者のいない土地は接収して東洋拓殖に買い取らせ、日本人移住者や朝鮮人有力者に分配した。総督府が接収した農地は全耕作地の3.26%ほどである。李朝末期の朝鮮は道路、農地、山、河川、港湾などが荒廃しており、民衆は官吏・地主・両班に高利貸（トンノリ）による収奪を受けていた。そのため日本が朝鮮の農地にて、水防工事や水利工事をし、金融組合もつくったことで、農民は安い金利で融資を受けることができるようになり、朝鮮人農民に多大な利益をもたらすようになった。また、水利組合の設立により安心して農耕ができるようになった。大地主である朝鮮人は、生産性が上がり日本へ米を輸出できるようになったことで多額の利益を得ていた。その代表的な人物がサムスングループの創始者である李秉喆である。彼は慶尚南道の大地主の次男として生まれ、米の輸出で得た多額の資金を元手に1938年に大邱にて三星商事を設立し、これがのちのサムスングループに発展していった。
水田は併合前の84万町歩が1920年は155万町歩になり、1928年には162万町歩となり、1942年には177万町歩となるとともに、面積あたりの収穫量も1910年の１反あたり0.796石から1937年には1.635石へと倍増した。このように農地が新たに開墾され、水利事業によって生産能率が向上したことにより、食糧生産は年々増加し、併合前の1909年には746万石であった収穫高は、1918年には1529万石と2倍以上に、更に1942年には2489万石なった、米の多くが日本（内地）に輸出されたため朝鮮人1人当たりの米の消費量は1919年〜1921年の平均0.68石（米1石は約150kg）に対して、1932年から1936年にかけては0.40石まで減少した。この状況を指して、「飢餓輸出」と呼ぶ研究者もいるが、逆に全相仁らの研究によると日本時代の米の消費量は平均0.58石の水準を保ち、後半期にはむしろ消費量が若干増加している。
朝鮮経済全体で見た場合、米以外の雑穀が大量に輸入されており、高価な米を内地へ輸出した対価で安い雑穀をより多く購入することで増加する人口を養っていた。飢餓の頻発によって大量の餓死者が出ていた李朝時代に比べれば、農民の生活は量的には改善されていった。
一方で、食糧状態や衛生環境の改善などによって多産多死から多産少死の社会に移行したことで人口増が進み、地域経済の限られた資源の1人当たりの使用量を低くしていくことで貧困をより進める要因となった。食糧不足は併合期間中には解消せず、韓国においては70年代の「緑の革命」まで継続した。
ソウル大学の李栄薫教授は韓国の「日帝による土地収奪論」は神話であるとし「私たちが植民地時代について知っている韓国人の集団的記憶は多くの場合、作られたもので、教育されたものだ」としており「食糧を日本に搬出したのも市場を通じた商行為に基づくもの」と述べている。加えて、朝鮮人の身長が伸びていることから、少なくとも1920年代中頃までは「朝鮮人の生活水準が着実に向上していたのは明らか」である。

### 資本主義の拡大
一方で増え続ける労働人口を農村では吸収できず、京城などの大都市で労働者として生活の糧を求める人が出たが、都市でも産業が未発達で人口を十分に吸収することができず、職を求めて日本や満洲に渡航した者が数多く出た。京城等における農村出身の労働者層の中には都市周辺部に粗末な小屋を建てたスラム街を形成し、「土幕民」と呼ばれるものも存在した。
植民地近代化という性質上、この時期の朝鮮における経済発展の成果は多くが資本を出した在鮮日本人や日本企業に分配され、朝鮮人（とりわけ農村部）への分配度は低く、日本人と現地人たる朝鮮人の間の所得格差も非常に大きなものがあったとされる。一方では、市場を通じた商行為であるという指摘もある。利益を得ていた朝鮮人も存在し、統治時代後期には多くの朝鮮人資本家が存在した。
朝鮮では株式会社にほとんど馴染みがなく、朝鮮総督府は詐欺行為が多発するのを警戒して1910年に会社令を公布し株式会社を届出制でなく許可制とした。産業振興のための貿易輸出策となる朝鮮貿易協会を京城に設置、奉天・大連・哈爾浜など大陸各地で官民による朝鮮物産の宣伝と販売促進を行った。これらにより従業員5人以上の工場数は、1910年には朝鮮人経営39社に対して日本人経営は112社であったが、1939年には朝鮮人経営4,185社に対して日本人経営2,768社となり、稼働工場数の増加とともに現地経営者の急激な増加が認められる。ただし、1939年においても規模が大きくなるほど日本人による経営が多かった。
併合当初は法人所得税の制度が存在せず、内地に住所を持つ資本家はその配当金をより高率の個人所得税として課税されていた。大蔵省は朝鮮における法人所得は朝鮮において課税することが妥当であること、法人所得税の創設により内地の資本家への個人所得税が免税されることとなり朝鮮半島への資本誘致を促すことから、1916年に法人所得税の規定を施行した。併合から10年の1920年には内地所得税法の適用を取り止め朝鮮所得税法を制定した:359-361。
2004年にソウル大学は、1911年から1937年にかけての朝鮮における各産業の従事者割合が、第1次産業で75%から45%、第2次産業で7%から22%、第3次産業で18%から33%にそれぞれ変化しし、資本経済化が急速に進んだこと、1912年から1937年にかけての年平均実質GDPが4.10%、実質GDEが4.24%の成長（同時代の日本内地やアメリカは3%台、欧州は1%台）をなしており、世界恐慌下においても飛躍的な成長を遂げていたとの調査結果を発表した。
韓国や北朝鮮では、現在も朝鮮の資本主義の萌芽を李氏朝鮮時代に求め、「芽生えた朝鮮の資本主義は成長する前に日韓併合による植民地化によって1945年まで大きく抑制されていた」という説が通説となっている。これに対し、ハーバード大学教授で朝鮮史が専門のカーター・J・エッカートは、研究の結果、李氏朝鮮時代の経済規模は同時代の日本や中国と比べて小さく、当時の商人と後の時代の資本家とのつながりがほとんど無いため、資本主義の萌芽が李氏朝鮮時代には存在せず、日韓併合による日本の政策によって生まれ、特に戦後の韓国の資本主義や工業化は、上記のような日本の朝鮮半島での近代化政策を模したものであると発表している。

### 通貨

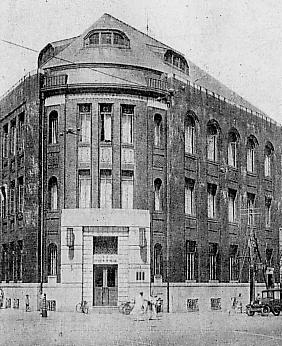
日本の統治下で多くの銀行が設立され、史上初めて朝鮮半島で貨幣経済が導入された(朝鮮商業銀行本店)

日韓併合以前から、日本の国立銀行である第一銀行韓国総支店が、朝鮮での通貨として1902年から第一銀行券を流通させていた。大韓帝国時代の1909年には第一銀行にかわって中央銀行の韓国銀行が設立され、のち1911年に朝鮮銀行となった。世界恐慌後の各国は、自国の経済を保護するためにブロック経済を進めており、朝鮮は日本円を中心とする日満支経済ブロックに含まれた。朝鮮には日本円を導入する案もあったが、経済的な混乱が日本に波及するとの理由で採用はされなかった。朝鮮銀行では、日本円と等価の朝鮮圓（円）が発行されていた。この通貨は内地（日本本土）では使用できなかったが、日本銀行の円、そして金、銀との等価交換が保証されていた。
戦費を調達するために、朝鮮銀行は中華民国臨時政府の中国連合準備銀行と預け合い契約を交わした。この契約は相互に預金口座に記帳することで、戦費に用いる通貨の発行を目的としていた。預け合い契約によって日本本土へのインフレーションは避けられたが、同時に中国で通貨を濫発することになり、インフレーションによる経済混乱と日本統治下の通貨制度に対する信用低下を招いた。

### 主要な銀行
- 本店あり

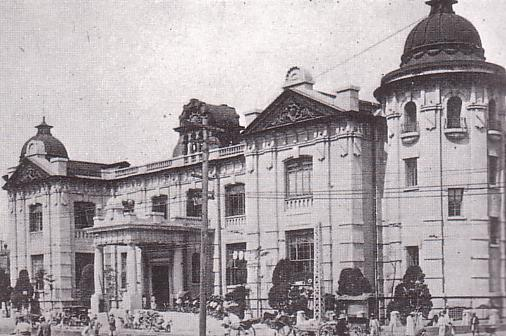
朝鮮銀行

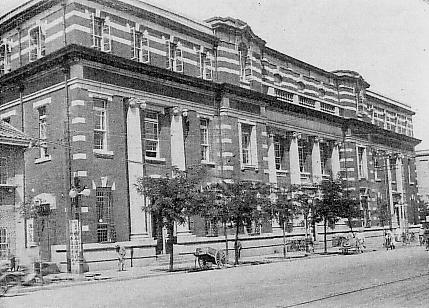
朝鮮殖産銀行本店

  - 朝鮮銀行 (資産・負債は韓国銀行、内地の残余財産は日本不動産銀行(現あおぞら銀行←日本債券信用銀行)が継承)
  - 朝鮮殖産銀行 (現韓国産業銀行)
    - 慶尚農工銀行
    - 平安農工銀行
    - 全州農工銀行
    - 光州農工銀行
    - 咸鏡農工銀行
    - 漢湖農工銀行

  - 朝鮮貯蓄銀行 (現韓国スタンダードチャータード銀行←第一銀行)
  - 朝鮮信託 (現ハナ銀行←ソウル信託銀行←韓国信託銀行←朝鮮信託銀行)
  - 朝鮮無尽 (現国民銀行←韓国無尽←相互無尽←朝鮮相互銀行)
  - 朝興銀行 (現新韓銀行)
    - 韓一銀行→東一銀行
    - 漢城銀行

  - 大韓天一銀行→朝鮮商業銀行 (現ウリィ銀行←韓国商業銀行)
- 支店のみ
  - 第一銀行 京城・釜山支店 (現みずほ銀行←第一勧業銀行)
  - 百三十銀行→安田銀行 仁川・京城・釜山・平壌支店 (現富士銀行。仁川支店は朝鮮銀行が買収)
    - 第五十八銀行

  - 山口銀行 (大阪)→三和銀行 京城支店 (現三菱UFJ銀行←UFJ銀行)
  - 十八銀行 (現十八親和銀行）京城・龍山・新龍山・仁川・群山・木浦・釜山・羅州・元山支店 (全支店を朝鮮殖産銀行に譲渡して引き上げ)

なお、北朝鮮側の銀行支店は現在朝鮮中央銀行となっている。
- 外国銀行[111]
  - 香港上海銀行
  - オーストラリア・コモンウェルス銀行
  - 南アフリカ準備銀行
  - ニュージーランド準備銀行
  - カナダ銀行
  - インド準備銀行
  - ナショナル・バンク・オブ・エジプト（英語版）
  - アルジェリー銀行（英語版）
  - インドシナ銀行
  - ジャワ銀行
  - ドイツ・アジア銀行（英語版） 、徳華銀行（中国語）、独亜銀行（日本語）

## 人口

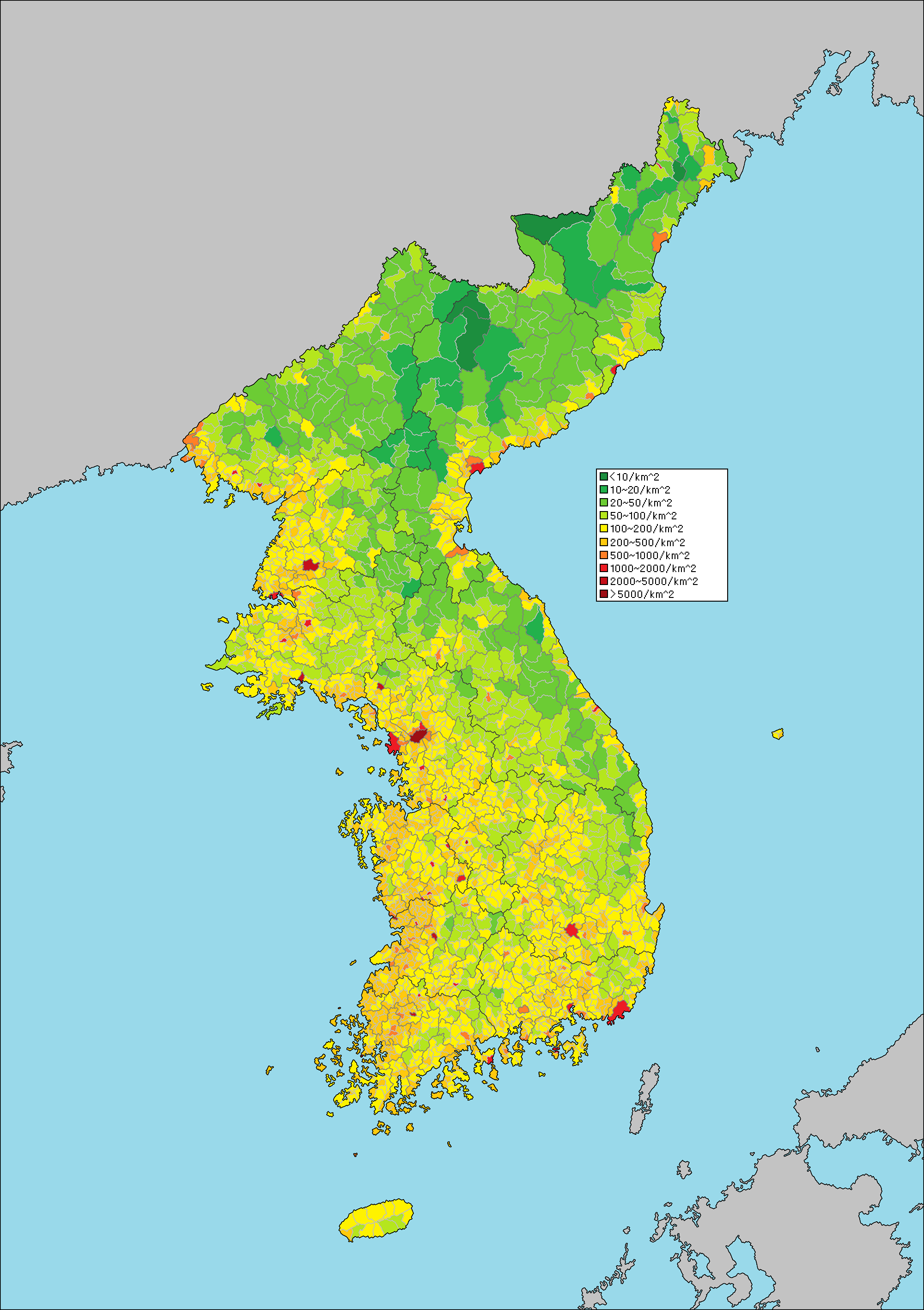
昭和19年の朝鮮の人口密度。

| 西暦 | 居住朝鮮人 | 1904年比 | 日本政府統計 |
| ---- | ---------- | -------- | ------------ |
| 1753 | 730万人    | 102      |              |
| 1850 | 750万人    | 105      |              |
| 1864 | 802万人    | 113      |              |
| 1876 | 804万人    | 113      |              |
| 1885 | 897万人    | 126      |              |
| 1891 | 788万人    | 110      |              |
| 1904 | 710万人    | 100      |              |
| 1907 | 1167万人   | 164      |              |
| 1910 | 1313万人   | 184      | 13,128,780   |
| 1911 | 1383万人   | 194      |              |
| 1912 | 1413万人   | 200      | 14,566,783   |
| 1913 | 1517万人   | 213      |              |
| 1914 | 1562万人   | 220      | 15,620,720   |
| 1915 | 1596万人   | 224      |              |
| 1916 | 1631万人   | 229      | 16,309,179   |
| 1917 | 1662万人   | 234      |              |
| 1918 | 1670万人   | 235      | 16,697,017   |
| 1919 | 1678万人   | 236      |              |
| 1920 | 1692万人   | 238      | 16,916,078   |
| 1921 | 1706万人   | 240      |              |
| 1922 | 1721万人   | 242      | 17,208,139   |
| 1923 | 1745万人   | 245      |              |
| 1924 | 1762万人   | 248      | 17,619,540   |
| 1925 | 1854万人   | 261      |              |
| 1926 | 1862万人   | 262      | 18,615,033   |
| 1927 | 1863万人   | 262      |              |
| 1928 | 1867万人   | 262      | 18,667,334   |
| 1929 | 1878万人   | 264      |              |
| 1930 | 1969万人   | 277      | 19,685,587   |
| 1931 | 1971万人   | 277      |              |
| 1932 | 2004万人   | 282      | 20,037,273   |
| 1933 | 2021万人   | 284      |              |
| 1934 | 2051万人   | 288      | 20,513,804   |
| 1935 | 2125万人   | 299      |              |
| 1936 | 2137万人   | 300      | 21,373,572   |
| 1937 | 2168万人   | 305      |              |
| 1938 | 2195万人   | 309      | 21,950,616   |
| 1939 | 2210万人   | 311      |              |
| 1940 | 2295万人   | 323      | 22,954,563   |
| 1941 | 2391万人   | 336      |              |
| 1942 | 2553万人   | 359      | 25,525,409   |

### 人口問題
しばしば飢餓による多数の餓死者が生じた李朝時代に比べ、併合期間は食糧状態や衛生環境の改善によって「多産多死」から「多産少死」へ転じたことで人口増が生じた。一般に貧しい社会では子どもは働いて収入をもたらす生産手段であると共に、家族の老後の社会保障でもあるため、出生率が高いのは当然である。朝鮮半島においては儒教思想の影響により女性は男児の出生を義務のように強いられることも出生率の高さを後押ししたことが指摘されている。
人口の増加は国家の立場から見れば限られた資源の1人当たりの使用量を低くしていくことで貧困をより進める要素となり、多産と貧困の悪循環を生じることになる。人口増加圧力による食糧不足は継続し、併合期間中は内地や満州に向けて約327万人という多数の人口流出があったといわれている。

### 日本による統治
1905年第二次日韓協約によって大韓帝国は日本の保護国になる。これ以降は日本（韓国統監府および朝鮮総督府）による調査。1910年に韓国併合。1920年の国勢調査では17,264,119人を数えている。
李氏朝鮮時代には賦役の元になる「戸籍」より家門を表彰する「族譜」が好まれたことから、家と血縁思想を導入した「日本式戸籍」が受け入れられる素地となった可能性がある。

## 朝鮮人の参政権
1910年の大韓帝国の併合により大韓帝国の統治権は天皇に譲与され、大韓帝国により編纂されていた戸籍は日本政府が担任することとなった。朝鮮は併合の経緯から大韓帝国の統治権を天皇が譲与され統治することとなったため、「併合」（併合条約2条）とはしたものの、選挙法など統治関連法は内地のものは直接適用されなかった。併合条約締結の直後である1910年8月29日には韓国ノ国号ヲ改メ朝鮮ト称スルノ件（明治43年勅令第318号）が発せられこちらは即日施行されている。
朝鮮人は「帝国臣民」に編入され、日本人の朝鮮移住も進んでおり1910年12月末時点で朝鮮在留日本人は50,992戸（171,543人）に上っていた。しかし併合後の朝鮮統治は朝鮮総督府が直裁しており、朝鮮在住の「協力的朝鮮人」はむろん、在鮮日本人さえ朝鮮半島における政治への参政権をもっていない状況にあった。
1913年には日本人社会の居留民団が解体され、事実的な自治権は剥奪された。1920年代以降の協力的朝鮮人を含む植民地朝鮮での参政権問題は政治的課題となり、ひとつの方法として日本国内の縁故地で衆議院議員として選出をめざし「植民地政策決定過程」に介入する手段を目指した。
朝鮮半島では1931年に制限選挙による地方議会が開設され、1933年5月11日の朝鮮朝日（朝日新聞の外地版）によれば、13の道（内地の府県に相当)議会の当選議員のうち、約80%が朝鮮人だった
。しかし第一次大戦終了後の不況期に行われた財政規模の縮小や増税策にともなう一般農民の不満の増大は朝鮮人の抵抗を活発化させ、自治拡大の動きも縮小されることとなる。

### 在内地朝鮮人の国政参加

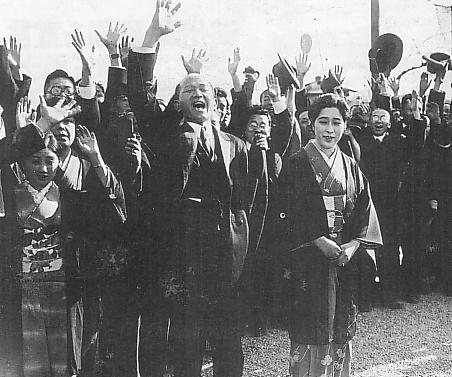
衆議院議員当選を祝う朴春琴

朝鮮人も帝国臣民の地位が付与されたため、内地に居住していれば国政選挙への参政権・被参政権とも認められており（→1925年普通選挙法）衆議院選挙に参加することは可能であった。唯一朝鮮人として朴春琴が衆議院議員に選出されている。それまでは内地の選挙区からしか出馬できなかったが、1945年（昭和20年）4月1日に改正された衆議院議員選挙法によって台湾と朝鮮にも帝国議会の議席が与えられ、選挙によって外地からも衆議院に議員を送ることが出来るようになった。ただし有権者は1年以上直接国税15円以上の納税という制限が課されており普通選挙ではなかった。また議席数は、衆議院の定数466に対し台湾5名、朝鮮22名とされた。また1943年（昭和18年）に内地に編入された樺太でも同時に3名の議席が認められた。しかし敗戦のため実施されずに終わった。また貴族院でも台湾と朝鮮から勅選議員を選出することが決められ、両地域から合わせて10名の議員が選出された。そのほか日本内地の地方議会の議員を務めたり、中央官庁や地方公共団体に勤務する者もいた。その外にも多数のロビイストが「朝鮮通」として朝鮮統治に関するあらゆる法案や議案について提言をおこなっていた。

## 交通

### 鉄道
朝鮮半島での鉄道は、李氏朝鮮から日本が「日韓暫定合同条款」に基き鉄道敷設権を1894年8月20日に得て、鷺梁津（漢江西岸）〜済物浦間の鉄道を1899年に開通させたことに始まる。これは後に京仁線となった。
1905年には京釜線が全通、翌1906年には日露戦争の軍事輸送を目的として京義線を日本が全通させた。
京釜線・京義線は日露戦争後に日本が得た南満洲鉄道（満鉄）への接続を図り、大陸進出の足がかりとしての役目を担うようになっていき、1910年の韓国併合で日本が朝鮮の統治権を得ると、京元線や中央線・湖南線などを敷設した。
路線数が少なかった1925年（大正14年）までは、朝鮮での鉄道経営を一体化する目的で南満洲鉄道に委託したこともあったが、その後は朝鮮総督府の直轄の朝鮮総督府鉄道となって、地域経済の発展や住民の足を確保するために多くの路線が建設されていった。
朝鮮総督府鉄道は朝鮮への観光客の誘致にも力を入れ、朝鮮ホテルなどの近代的な西洋風ホテルの建築も行った。また、朝鮮王朝末期には大部分で道路の舗装などが行われていなかった京城は区画整理が行われ、路面電車が敷設された。

### 自動車
日本の統治下に入った後にフォード・モーターやジェネラル・モーターズの販売代理店が営業を開始し、初めて導入された乗合自動車やタクシーが走っていた。

### 自転車
自転車が普及していた。アモーレパシフィックの徐成煥は学生時代に母親の手伝いで原料の仕入れや商品輸送に使っていた。

### 船舶
日本内地と朝鮮の間には、関釜連絡船（釜山・下関間）を始めとする多くの航路（内鮮航路）が運航されていた。

### 航空
日本のフラッグ・キャリアの日本航空輸送（とそれを引き継いだ大日本航空）が日本内地から釜山、蔚山、京城などの間を結んだほか、満洲国の満洲航空が乗り入れていた。朝鮮独自の航空会社は存在しなかった。

ギャラリー
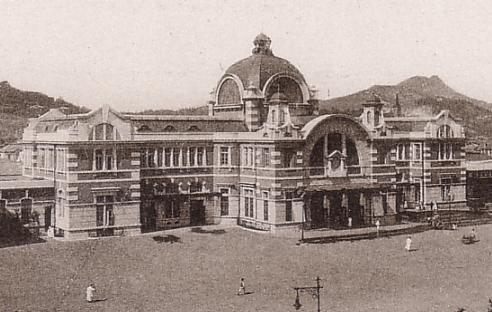
京城駅
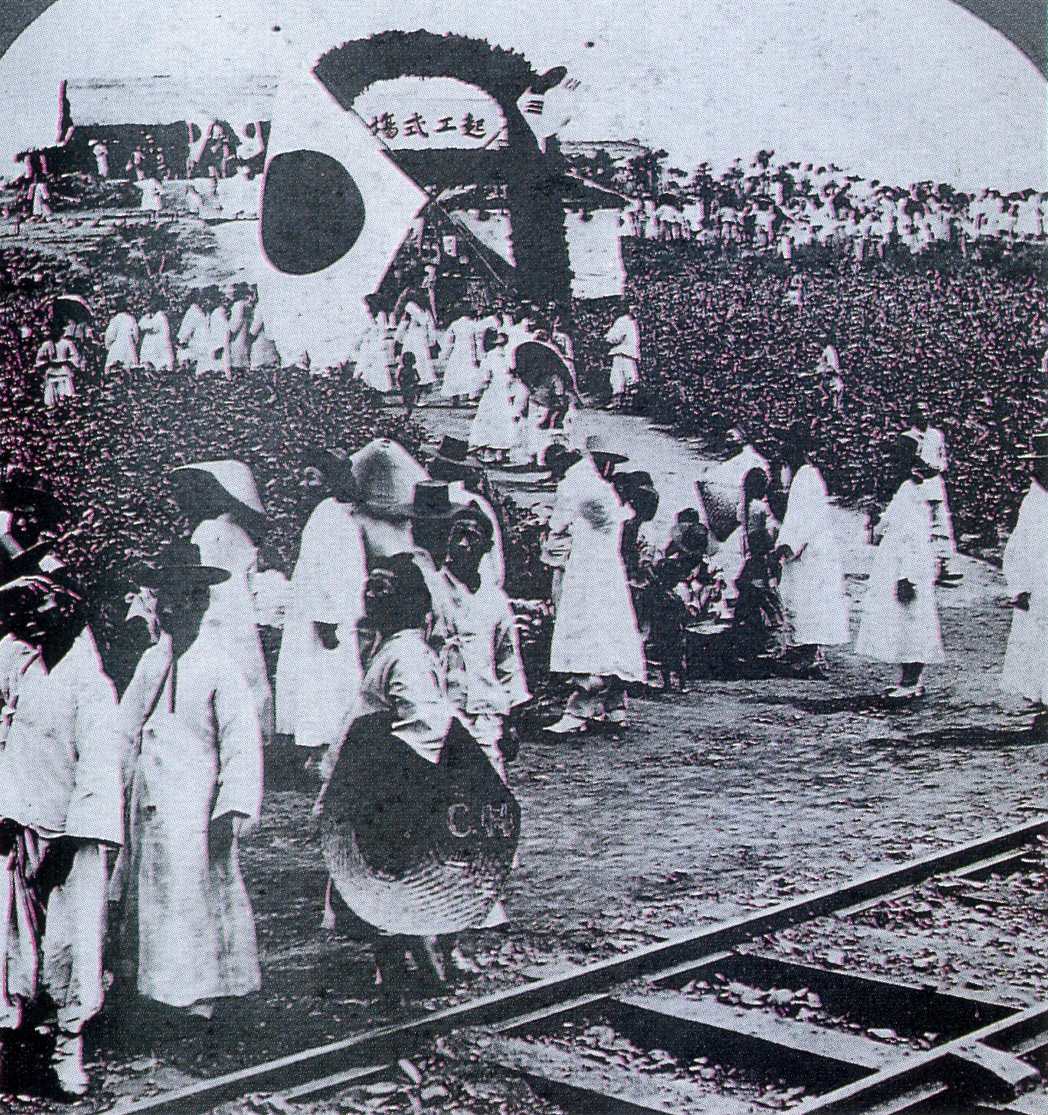
京城－釜山間の鉄道起工を祝う朝鮮人
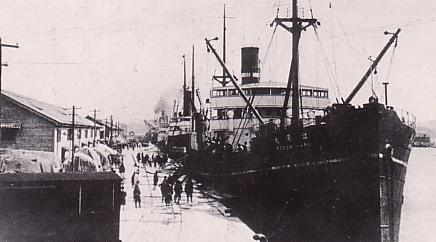
大型船舶が寄港出来るよう整備された仁川港

## 日本統治の影響

### 朝鮮人の日本内地への移入

#### 求職及び密航の増加
李氏朝鮮時代から貧しかった南朝鮮から、困窮と飢えから逃れようと多くの朝鮮人が日本に移入した。日本への渡航には渡航証明書が必要だったが、多くの朝鮮人が日本内地へ密航した。多くの密航業者が密航を斡旋し、巨万の富を築いた。2,000人を密航させた密航業者は一万数千円を荒稼ぎして妾を10人抱えるほどであった。密航は1930年代に入ると激増し、毎日のように摘発されるようになった。
1934年には岡田内閣は朝鮮人の密航の取り締まりを強化するために「朝鮮人移住対策ノ件」を閣議決定した。この閣議決定では、朝鮮半島南部の人口過密と貧困により本土に渡航する者の多さと、それによって本土において問題となっている失業者の増加、特に本土に従来より在住する朝鮮人の失業及び困窮に伴う犯罪やその他問題の増加がより深刻になっていることを指摘し、その対策として農村復興及び自力更生、社還米制度の普及、土木事業への従事や朝鮮半島北部の開拓など安住させる措置を講じること、南部朝鮮人を満州及び朝鮮半島北部へ移住させること、本土への渡航を抑制すること、本土の朝鮮人を指導教化して本土に同化させることを実施すべきとしていた。
その後も密航は増加していき、余りの密航の多さに日本政府は渡航制限を緩和したが、それでもなお渡航条件を満たさないものたちによる密航は止まらなかった。第二次世界大戦中にも密航が行われており、密航朝鮮人が検挙されている。
大阪朝日新聞の取材によれば、遠賀工業所で雇われていた朝鮮人鉱夫は高待遇で雇用されていた。一方で旅費負担や高賃金などを謳った甘言募集に乗せられ、低賃金の中で宿代や食費など様々な名目で天引きされ、実際に自由に使える金額はほとんど無かったとする主張もある。
1944年9月から1945年3月にかけては国民徴用令により徴用された朝鮮人が渡航した。

#### 日本国籍の喪失
1951年に講和条約が締結され連合軍による占領が終了すると日本に在留していた朝鮮人は朝鮮籍となり、1948年に建国された韓国の国籍を取得する者もいた。朝鮮から渡航した人々の多くが九州、中国、近畿地方に在留していたため、戦後に韓国から密航した朝鮮人もこれらの地方に住む場合が多かった。これらの朝鮮人は在日韓国・朝鮮人となった。
日本に移入した朝鮮人当事者やその子世代の中には、朝鮮総督府による土地調査事業や日本軍などによる食料の収奪（徴用・供出）などにより生活に困窮し、日本に来たのだと主張する者もいる。

### 朝鮮人の独立運動
義兵闘争などに見られるように、併合以前から日本の朝鮮支配計画に反抗する朝鮮人の運動は存在していたが、第一次世界大戦終結後にはアメリカ系キリスト教会の宣教師によりアメリカ大統領ウィルソンの提唱する民族自決理念が伝わり、更に高宗の死によって独立を求める朝鮮人による運動は高まった。

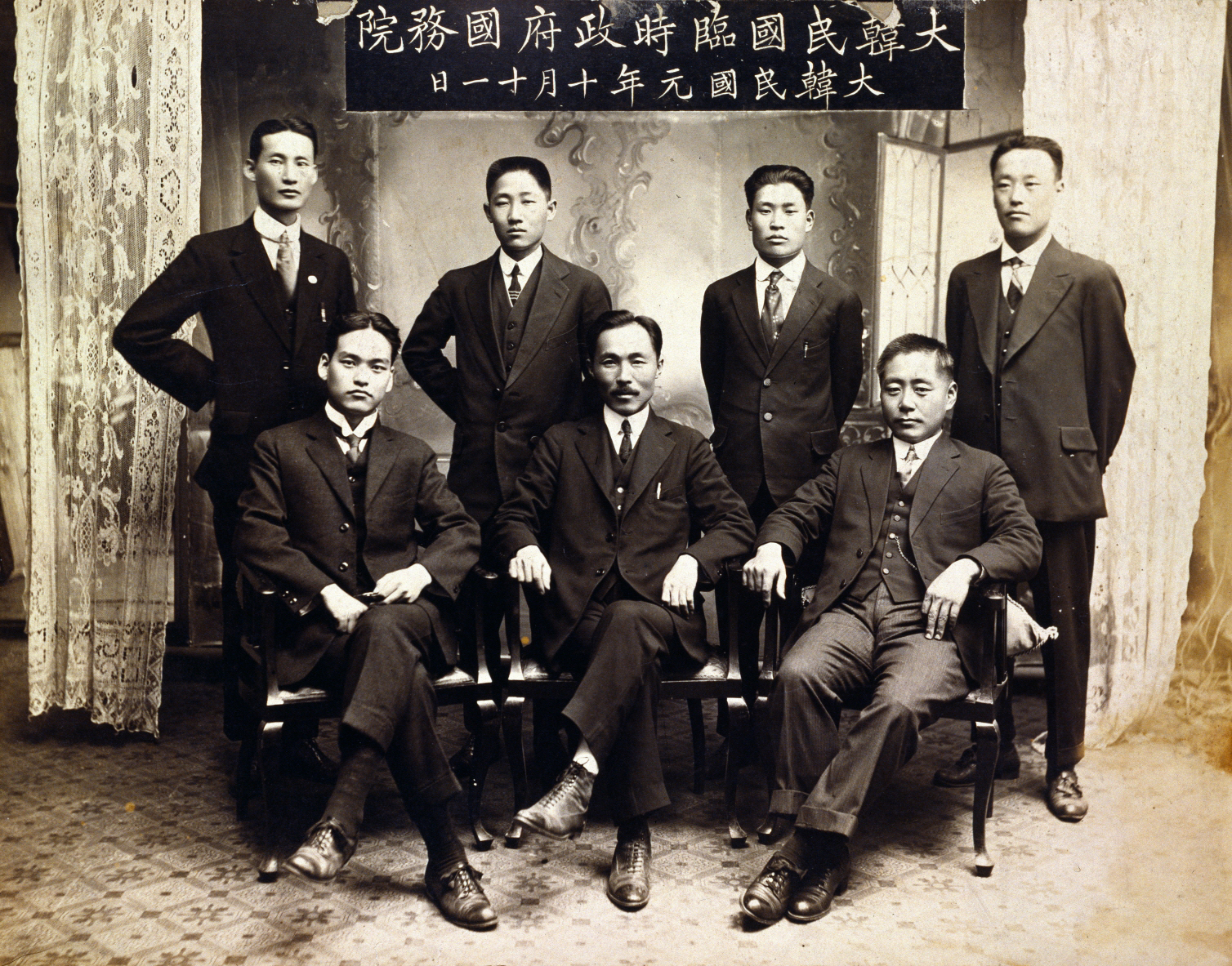
大韓民国臨時政府の記念写真（1919年10月11日）

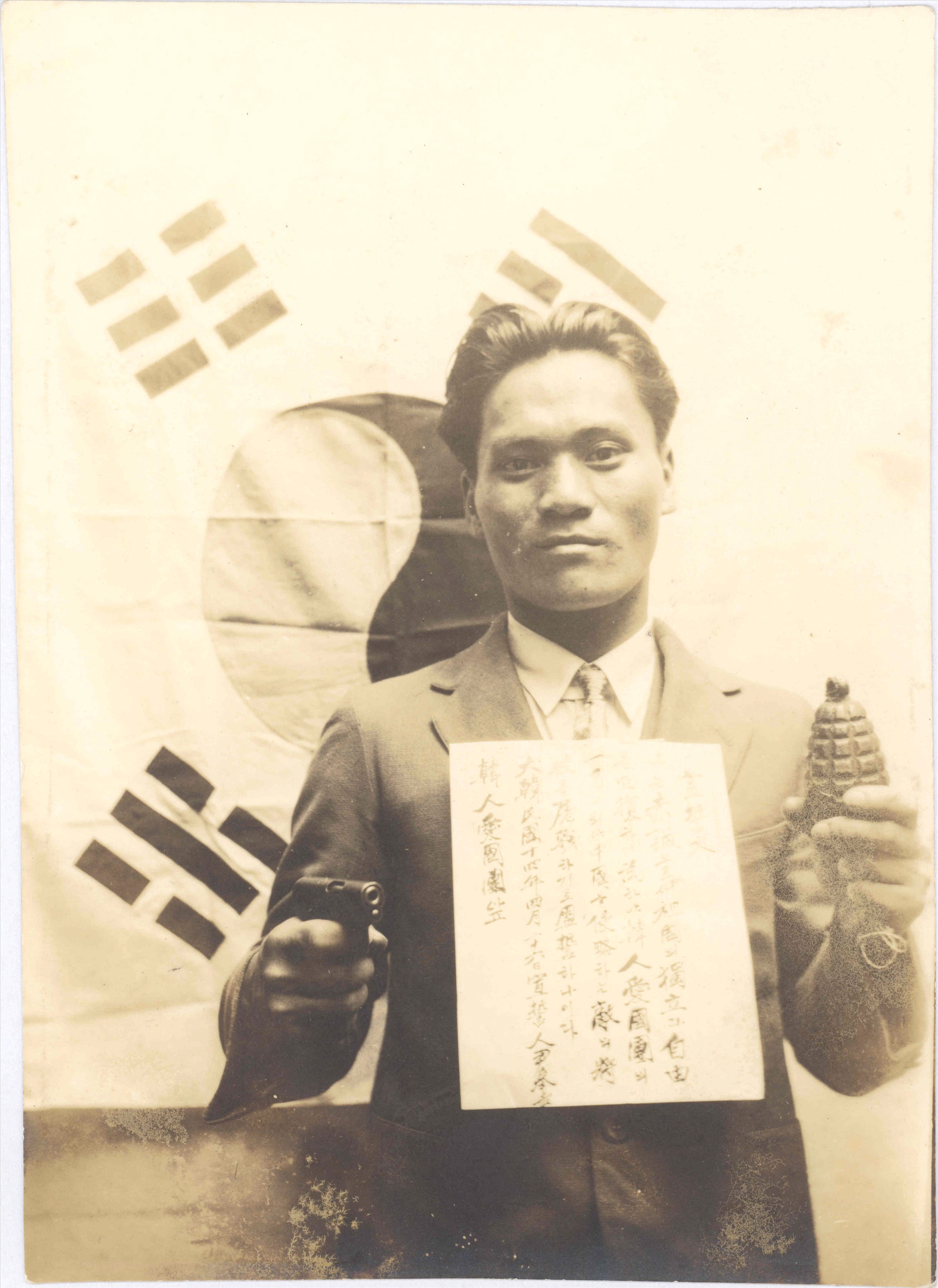
上海天長節爆弾事件の実行犯尹奉吉

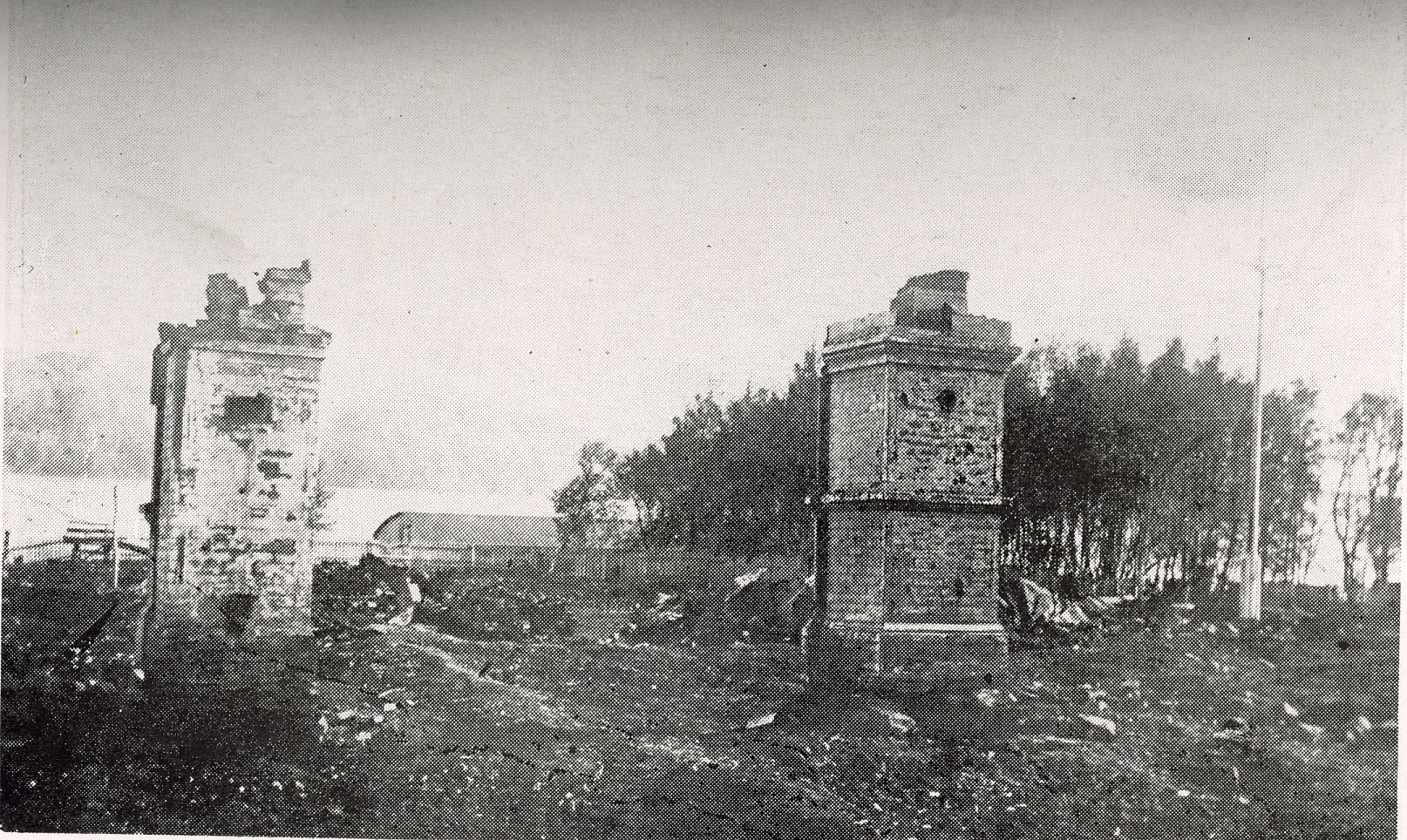
尼港事件で焼け落ちた日本領事館

1919年には三・一独立運動が起こって大規模な暴動にまで発展し、朝鮮中を巻き込んだ。この独立運動は約一年間続き、暴動と総督府側による取締りによって多くの死傷者がでた。暴徒と化した民衆によって警察署や村役場のみならず、小学校や病院なども襲撃され、放火や投石、破壊、暴行、殺人などの犯罪行為が多数行われている。こうした中で20余名の朝鮮人が軍隊によって殺害された「堤岩里事件」が発生した。事件直後に行われた調査結果を記した資料によれば、8,437人が逮捕された。しかし逮捕者への刑罰は主犯でも最高で懲役3年以下という軽いものであった。死者数は553人（運動家に殺されたものも含む）、負傷数は1,409人である。当時上海に亡命中の朴殷植は『韓国独立運動之血史』に46,948人が逮捕され、7,509人が死亡し、15,961人が負傷したと記している。女学生・柳寛順（ユ・ガンスン）は三・一独立運動を扇動した罪で投獄・拷問され16才で殺されたとされ、しばしば日本の蛮行についての象徴的物語として扱われることがある。なお「柳寛順の物語には誇張が多く史実の裏づけに乏しい」との批判が、現在の韓国国内からもある
三・一独立運動は、独立運動組織の大韓民国臨時政府樹立のきっかけとなり、また満洲や沿海州を拠点とし、中朝国境では抗日ゲリラ組織の活性化にもつながり1920年の尼港事件のように、規模に劣る日本軍の部隊を全滅させることもあった。一方総督府も、過酷な統治だけでは植民地体制を持続させることはできないとして、「文治政治」と呼ばれる一連の懐柔策を打ち出した。内地でもなかったこととして朝鮮における憲兵警察制度は廃止され、限定的ながら言論や結社の自由が与えられた。
三・一独立運動後に活発となった満洲や沿海州における朝鮮独立を掲げた抗日ゲリラは国境地帯で、良民や官公吏への襲撃・殺害といったゲリラ行為を繰り返すようになり、ついには1920年10月に満洲の琿春で、馬賊の襲撃により、領事館警察署長を含む日本人13人が殺害される事件（間島事件）が発生した。これにより総督府は中華民国側と折衝して吉林省都督から作戦の許可を取り付け、ゲリラ掃討を開始した（青山里戦闘）。彼らが潜んでいるとされた村に対する焼き討ちや村民処刑なども含む態度で臨み、キリスト教の宣教師などからの抗議を受けたこともあるが、徹底的な討伐戦の結果、抗日ゲリラのほとんどはソ連領内へと逃げ込み中朝国境からは一時姿を消した。朝鮮人武装勢力は1921年6月28日にはスヴォボードヌイにいたが、ロシアの赤軍と衝突しほとんどが壊滅した（自由市惨変）。その後、1937年に普天堡が襲撃される事件も起きている。

## 行政

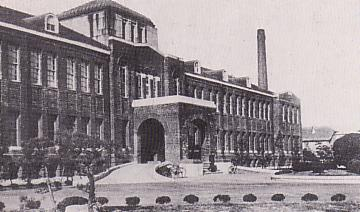
慶尚南道庁

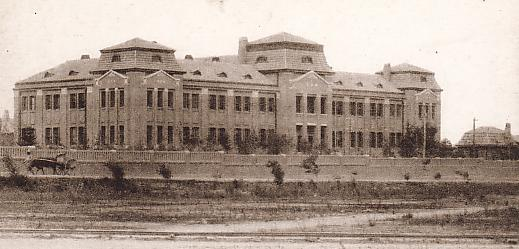
咸鏡北道庁

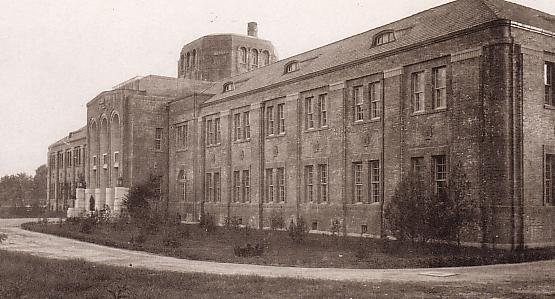
平安北道庁

大正3年の朝鮮の行政区画。

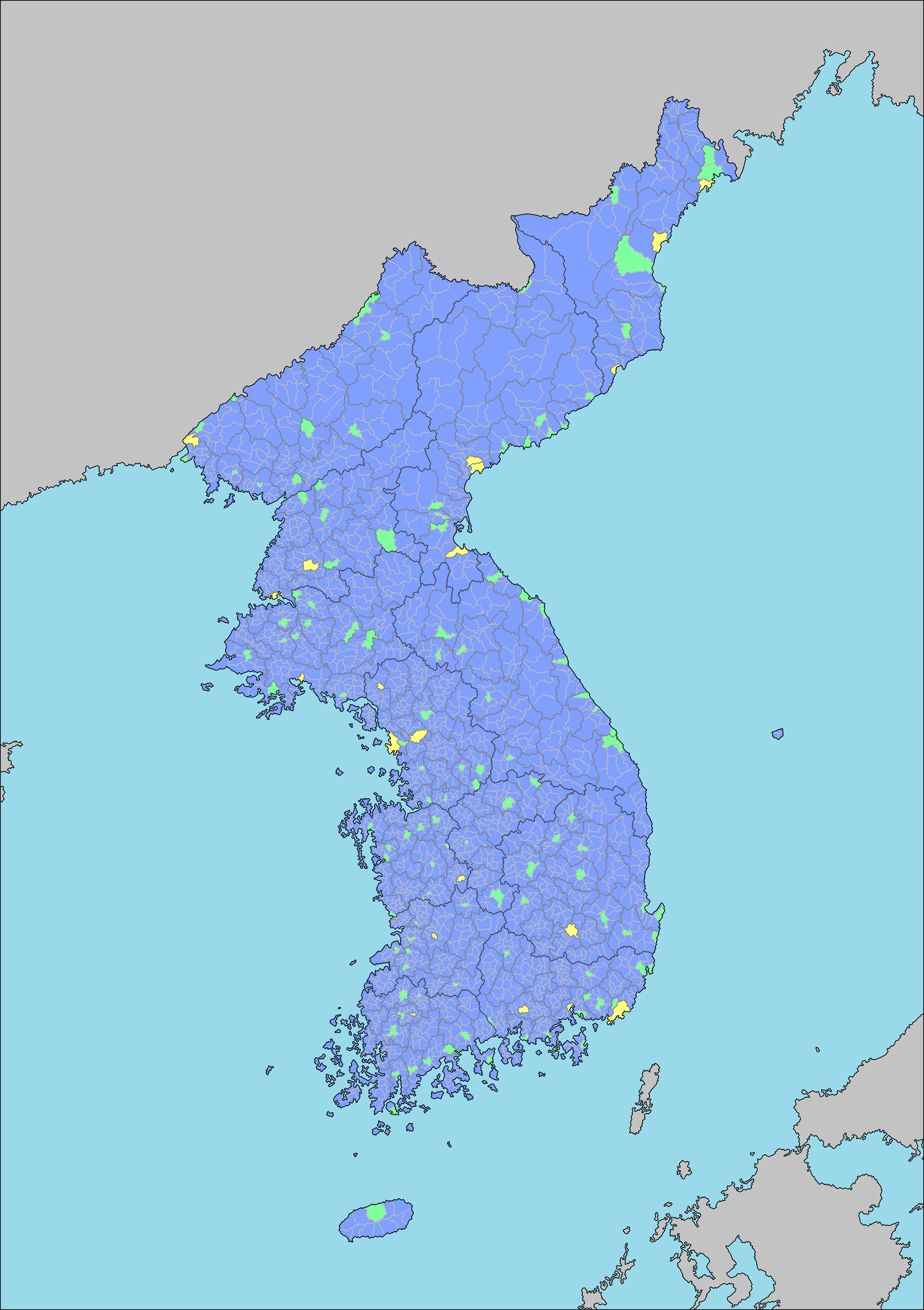
昭和20年の朝鮮の行政区画。

総督府は朝鮮半島の行政・司法・立法をすべて総攬し、朝鮮半島駐留の日本軍の統率・防備権限を付与されていた（朝鮮総督府官制3条）。総督府は鉄道や通信事業を経営し朝鮮銀行の監督権を有した（1924年まで）。また林野事業（営林廠）や専売事業（タバコ・塩・朝鮮人参）などを経営していた。朝鮮十三道には道長官（1919年から知事）が任命されそれぞれの支所で行政任務に従事した。総督府令により1年以下の懲役もしくは禁錮、拘留、200円以下の罰金または科料の罰を課すことが認められていた（4条）が、それ以上の罪過あるいは総督府令によらない法令については日本内地の制定法による必要があった。政務のすべては内閣総理大臣を経て天皇に直接上奏すれば良い（3条）とされたが、実際の実務は拓務省や内務省など内地行政機関の依命通牒に従うことが多かった。
李氏朝鮮時代の朝鮮八道は高宗32年（1895年）に二十三府となり、続く高宗33年（1896年）に制定された十三道制を引き続き行政区画とした。
- 京畿道
- 江原道
- 忠清北道
- 忠清南道
- 全羅北道
- 全羅南道
- 慶尚北道
- 慶尚南道
- 平安南道
- 平安北道
- 黄海道
- 咸鏡南道
- 咸鏡北道

また、これら13道の下には府・郡が置かれ、郡の下に邑・面が置かれた。なお、13道は内地の都庁府県に、府・邑・面は内地の市町村にそれぞれ相当する。

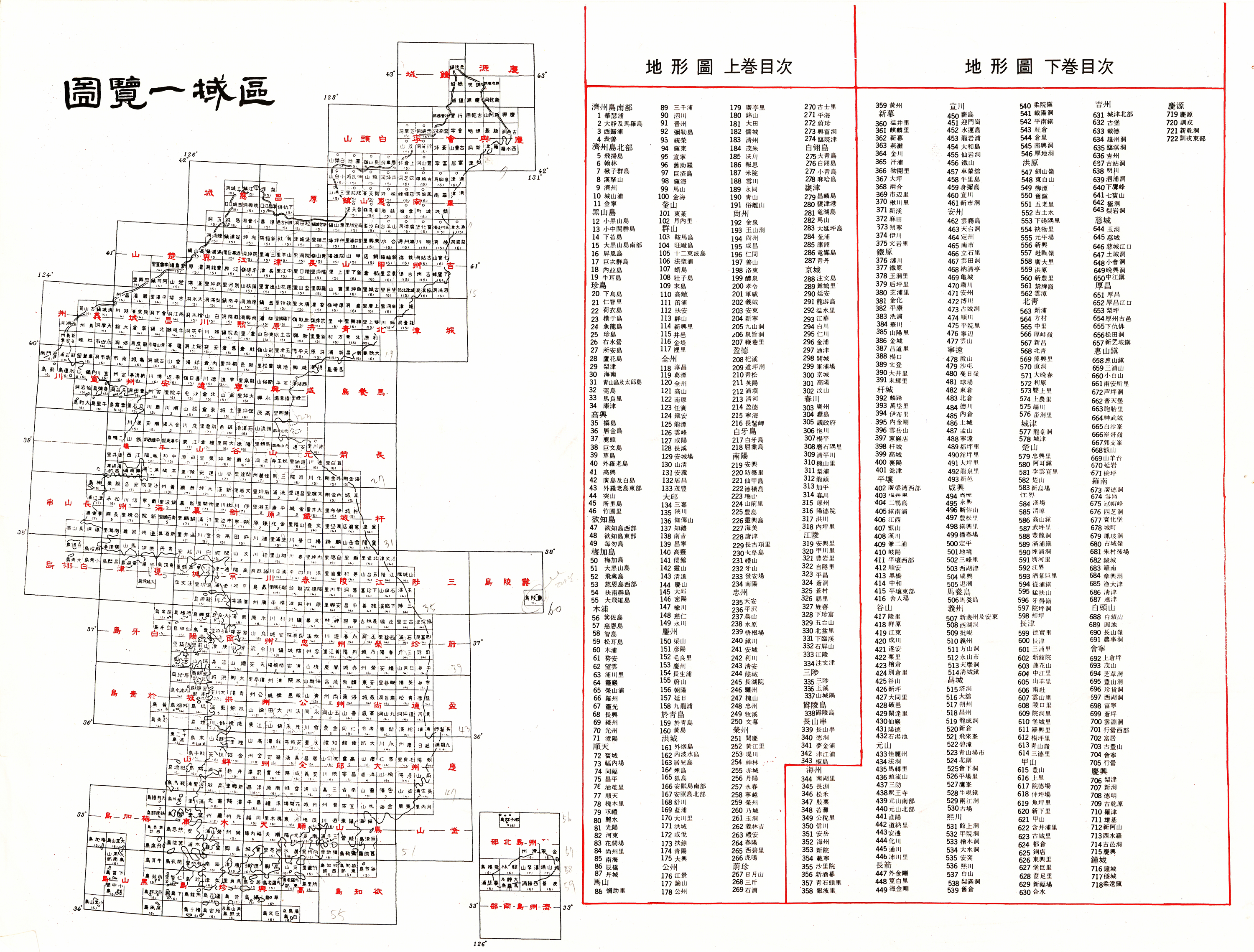
朝鮮の行政区画一覧図（韓国国立中央博物館蔵）

- 戦後、韓国では京畿道の一部がソウル特別市に、全羅南道の一部が済州道（後に済州特別自治道へ改組）に分離し、北朝鮮では咸鏡南道の一部が両江道に、平安北道の一部が慈江道に、黄海道が南北に分離した。

## 警察

### 軍事警察
- 1905年（明治38年）11月、韓国統監府に警察を設置。
- 1906年（明治39年）2月、韓国各地に駐屯する憲兵を軍事警察とし、行政・司法警察をその管理下とした。
- 1907年（明治40年）10月、統監府警察官を廃止し、軍司令官の下で軍事警察（日本人警察官）により警察権を執行することとした。

### 普通警察制度の一部導入
- 1910年（明治43年）6月29日、帝国政府は統監府警察官署官制を発布し、警務総長、警務官、警務部長、警視、警部、技師、通訳官、技手、通訳生、警察醫、巡査、巡査補を組織した。
- 1910年（明治43年）7月、大韓帝国より警察権の全面委託を受け、中央に警務総監部、地方に警務部を置いた。このときに憲兵警察制度も採用した。一般警察と憲兵が同一の地域に混在していたわけではなく、フランスのフランス国家憲兵隊（ジャンダルムリ）のように担当の地域が決まっていた。軍警の地域分担は、おおむね以下の通りで、その配置には「警察事務の能率増進」[143]のため、軍警の重複を極力避けた。
  - 一般警察 - 鉄道沿線、港、都市部
  - 憲兵 - 軍事上枢要の地、国境、一般警察が整備されていない地域
- 1910年（明治43年）8月韓国併合。この年、「憲兵警察」と「一般警察」を合わせた人数は、7712名（その内、朝鮮人は4440名）。うち「憲兵警察」は2019名（その内、憲兵補助員としての朝鮮人が1012名）であった[10]。

### 水上警察
- 1910年（明治43年）12月、南満洲に黒死病蔓延し、検疫・警戒のため陸軍の船舶を借り入れるが水上警察の必要に迫られる。
- 1912年（明治45年）3月、官制改正し港務官、港務医官、港吏、港務医官補、獣医官補を増設する。これにより総督府内務部の衛生行政、税関の港務警察及開港検疫、農商工部の移出牛検疫事務は、それぞれ警務総監部の管轄となる。

### 普通警察制度の転換に向けて
憲兵制度への不満高まる。

- 1915年（大正4年）3月、中央の警務総監部直轄だった京城府の警察事務を京畿道警務部に移譲。
- 1919年（大正8年）3月、三・一運動が起こる。
- 1919年（大正8年）4月、運動の余波は地方に広がり、取締りに警察力が及ばぬ事態となる。朝鮮全土の治安維持のため総督府より政府へ出兵要請[146]され各地を鎮圧する。以後、警察力の増強が検討される。[147]また、鎮圧を担当した軍内部でも警察制度の改革が意見される。[148]

### 憲兵警察制度の廃止
- 1919年（大正8年）8月、警務総監部を廃止し、警務局を置く。地方の道に警察権を移譲し、道庁に警察部を置いた。三・一運動前後から「武断統治」と批判のあった憲兵警察制度は廃止された。これにより日本の警察制度としては異例の形態（普通警察と憲兵警察の併存状態）は解消された。

警察組織や道知事職は三・一運動後人気が高まり、例えば1922年の巡査職の競争率は約2.1倍水準だったが、文化統治が本格化した1920年代中盤以後は競争率が10倍を上回った。

### 終戦
- 1945年（昭和20年）8月の終戦により、朝鮮総督府は解体され、朝鮮総督府警察は南北朝鮮の国家の警察に引き継がれた。

## 軍事
| 年次 | 志願者  | 合格者 | 志願倍率 |
| ---- | ------- | ------ | -------- |
| 1938 | 2,946   | 406    | 7.3      |
| 1939 | 12,348  | 613    | 20.1     |
| 1940 | 84,443  | 3,060  | 27.6     |
| 1941 | 144,743 | 3,208  | 45.1     |
| 1942 | 254,273 | 4,077  | 62.4     |
| 1943 | 303,394 | 6,300  | 48.2     |
| 合計 | 799,201 | 17,664 | 45.2     |

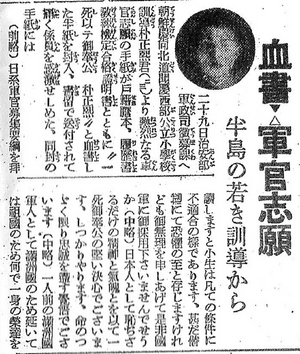
朴正煕小学校訓導（後韓国大統領）は年齢により採用条件不適合者であったが血書による志願書などを三度に渡り提出するなどして満洲国士官学校に入校した。満洲新聞1933年3月31日付

日露戦争を機に大韓帝国に駐留した韓国駐剳軍（ちゅうさつぐん）を前身とし、明治43年（1910年）の韓国併合に伴い朝鮮駐剳軍に名称変更、大正7年（1918年）に朝鮮軍となった。司令部は当初漢城の城内に置かれたが、後に郊外の京城府龍山（現・ソウル特別市龍山区）に移転した。
1937年に日中戦争が勃発すると、朝鮮人からも志願兵を募集し、多くの朝鮮人がこれに応じた。同年8月２日付の朝鮮日報社説にて軍事後援連盟を支持し朝鮮人の出征を奨励している。実際に、1942年に行われた朝鮮出身者に対しての募兵では募集4,077名に対し、254,273名の朝鮮人志願兵が集まり、倍率は62.4倍に達した。ほか軍属として戦地に赴いた者も存在した。1944年4月の法改正によって1944年9月からは朝鮮人にも徴兵が適用されたが、入営は1945年1月から7月の間に限られたため、訓練期間中に終戦を迎え、実戦に投入されることはなかった。
1945年2月、戦況逼迫に伴い第17方面軍が設けられ朝鮮軍は廃止されたため、管轄区域の朝鮮軍管区は第17方面軍司令部が兼ねた朝鮮軍管区司令部が管轄した。

## 文化
博覧会

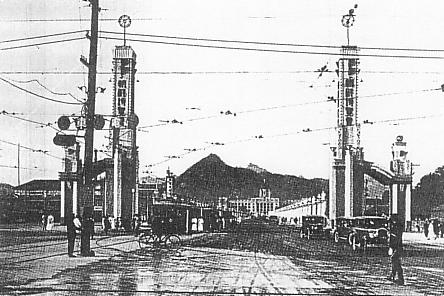
朝鮮博覧会

1915年には始政五年記念朝鮮物産共進会、1929年には朝鮮博覧会が総督府主催で開催された。
名産品
朝鮮の白菜、山七面鳥（野雁）金剛山の岩茸、光洲の林檎、大邱の梨が嘉物として評価されていた。
また、白頭山特産のツルチュク（クロマメノキ）飲料水が高評価を得ていた。
文学
1920年にはタクチ本が多数出版され、読書が朝鮮半島で大衆化・近代化する決定的な契機になった。

### 化粧
日本統治下では朝鮮人女性には身形に気を使う人が増えて、化粧が流行った。そこに目をつけて女性で化粧品商売を起こして、デパートに自分の店舗を持つ朝鮮人がいた。韓国化粧品最大手のアモーレ・パシフィックはその一人だった徐成煥の母が化粧品販売のために1932年に設立した昌盛商店が元になっている。彼女は1941年に初の洋館デパート3階にキム・ジェヒョンという店舗を開設して、自分が製造した化粧品だけでなく、他社の製品まで委託販売していた。
映画
演劇 舞踊 音楽
日本の影響で新派劇や新劇が興った。舞踊では崔承喜が世界的に活躍した。音楽では日本の演歌と酷似したトロットが流行した。
美術
高羲東（ko:고희동）や金観鎬（김관호）が日本に留学して洋画を学び、朝鮮に洋画をもたらした。朝鮮総督府が朝鮮美術展覧会（鮮展）（ko:조선미술전람회）を開催した。
スポーツ
孫基禎が、ベルリンオリンピックのマラソンに日本代表として出場し、金メダルを獲得した。
放送
社団法人朝鮮放送協会が日本語と朝鮮語の両方でラジオ放送をしていた。

### 名前
内地の影響を受けて旧来の命名習慣が廃れていき、京城においては日本内地のように女性に「何子」と名づけるようなことが一般的となった（史美子、金明子、李敬子、李光子、李美子、李民子など）。

### 飲料
大日本麦酒と地元資本の共同出資により朝鮮麦酒（現ハイトビール）が設立された。また、麒麟麦酒子会社として昭和麦酒（現OBビール）が設立された。朝鮮麦酒と昭和麦酒により、朝鮮でビールが普及した。

### 行楽地
交通の発達によって、行楽地への関心が広まった。
花名所
| - 東萊温泉 - 大邱 達城公園 - 水原 西湖付近 華虹門 - 京城 昌慶苑 奨忠壇 - 素砂 其付近 - 仁川 月尾島 - 開城 鉄道公園 彩霞洞 | - 桂東 成佛寺 - 平壌 牡丹臺 - 義州 統軍亭 - 鎮南浦 三和花園 - 扶餘 其付近 - 群山 公園 | - 長城 公園 - 木浦 儒達山 - 場山 市街一帯 - 鎮海 市街一帯 - 全州 吉野山 - 全南光州 公園 | - 東村 其付近 - 蔚山 鶴城公園 - 倉洞 牛耳洞 - 元山 市街一帯 - 会文 駅付近 - 松興温泉 |

海水浴場
| - 釜山 松島 - 水営 - 海雲臺 - 仙川 月尾島 | - 木浦 儒達ヶ浦 外達島 - 馬山 - 鎮海 千代ヶ濱 - 浦項 | - 松田 - 元山 葛麻半島 松濤園 - 西湖津 - 夢金浦 | - 九味浦 - 大川 軍入里 - 熊川 武昌浦 |

水郷
| - 新灘津 錦江岸 - 梅浦 錦江岸 | - 安養プール - 東林 瀑布 薬水 | - 白馬 三橋川 - 東村 駅付近 | - 三防峽 瀑布 薬水 - 釋王寺 薬水 |

新緑と紅葉の名所
| - 霊驚山 - 金井山 - 伽倻山 - 俗離山 - 鶏龍山 - 冠岳山 | - 天魔山 - 牡丹臺 - 白馬山 - 妙香山 - 内蔵山 | - 白羊寺 - 邊山 - 智異山 - 金剛山 - 道峯山望月寺 | - 逍遥山 - 三防峽 - 釋王寺 - 七宝山 - 長壽山 |

温泉
| - 海雲臺温泉 - 平山温泉 - 龍岡温泉 - 陽徳温泉 - 馬金山温泉 | - 金剛山温井里温泉 - 業億温泉 - 松興温泉 - 朱乙温泉 | - 湯陽温泉 - 白川温泉 - 延安温泉 - 信川温泉 | - 三泉温泉 - 松禾温泉 - 安岳温泉 - 達泉温泉 |

登山
| - 鶏龍山 - 冠岳山 - 北漢山 - 天魔山 | - 妙香山 - 内蔵山 - 智異山 - 金剛山 | - 逍遥山 - 七宝山 - 長壽山 | - 白頭山 - 冠帽山 - 道峯山 |

スキー場
| - 三防スキー場 - 外金剛スキー場 | - 元山新豊里スキー場 - 川内里スキー場 | - 旺場スキー場 - 城津スキー場 |  |

キャンプ場
| - 海雲臺 - 智異山 - 天魔山麓 | - 長壽山 - 逍遥山 | - 三防 - 元山 | - 松田 - 金剛山 |

## 歴史的評価
日本統治時代の朝鮮における日本の役割については、日本と韓国、北朝鮮の間で歴史認識論争となっている。
日本政府は李氏朝鮮時代から朝鮮人にも日本陸軍の幹部を養成する陸軍幼年学校や陸軍士官学校への入学を許可したので、李王垠や洪思翊など日本陸軍の将官に栄達した者も多かった。初代の金日成（金顕忠（ヒョンチュン））は陸軍中央幼年学校本科第八期、陸軍士官学校第二十三期（騎兵科）を卒業して、その後に独立運動に身を投じている。

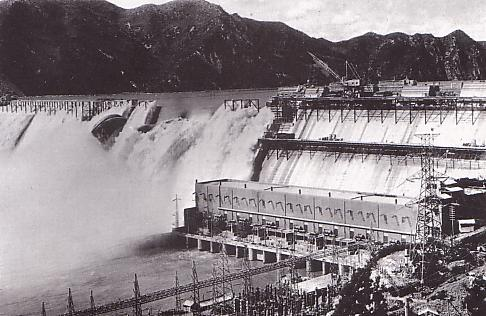
大型ダムの建設によって電力を供給した（水豊ダム）

1929年にカーネギー財団から朝鮮半島に派遣されたアメリカ人記者らは、「日本は併合以来19年間にして、数百年間停頓状態にあった朝鮮と、近代文明国との間に渡り橋を架けてやった。・・・また朝鮮人の苦しみもあるかも知れぬが、日本は莫大な利益をもたらしていることは明らかである」などと、「李氏朝鮮時代よりも日本統治によって朝鮮人民は救われている」との評価をしている。
1936年に朝鮮に行った神戸正雄は「事変前には日本反抗の気分もあったが、第一に満洲事変、次に支那事変によりて日本と合体することの朝鮮人にとりて有利ということが明らかになって、今では全く日本内地と協調しつつある」と述べている。

## 年表

### 日本統治前
- 1860年 - (オランダ領東インドの問題を描いた小説「マックス・ハーフェラール」がオランダで出版される。英語版は1868年、日本語版(朝倉純孝訳)は1942年2月に出版されている。)
- 1862年 - (フランスの植民地サイゴンでフランス語のみが公用語化され、漢字の代わりにラテン文字を元にしたクオック・グーの導入も開始、1887年のフランス領インドシナ成立後も続く)
- 1876年 - 日朝修好条規締結、釜山港開港
- 1878年6月 - 第一国立銀行が釜山浦支店を開設[163]
- 1879年8月 - 釜山商法会議所設立、1893年1月に釜山港日本商業会議所へと改名、1908年に釜山商業会議所へと改名[164]
- 1880年5月 - 日朝修好条規に基づき元山港開港
- 1880年5月 - 第一国立銀行が元山に出張所を開設[163]
- 1880年5月23日 - 元山に総領事館を開設[164]
- 1881年1月14日 - 元山に港会議所を設立、10月23日に居留民総代役所と商法会議所に分かれる。商法会議所は1891年に在元山日本人商業会議所へと改名、1893年に元山日本人商業会議所へと改名[164]
- 1882年8月30日 - 日朝修好条規続約締結、日本の公使館員が朝鮮各地に行けるようになり、その後、特命全権公使と韓国外部大臣の交渉によって開市場や居住地を広げていく。
- 1883年1月 - 日朝修好条規に基づき仁川港開港、仁川日本人商業会議所設立[164]
- 1883年3月 - 日朝間海底線敷設に関する条約を締結[165]
- 1883年11月 - 第一国立銀行が仁川に出張所を開設、1888年には支店に[163]。
- 1883年 - 第一国立銀行が釜山・元山・仁川で海関税収納事務の取扱を開始[163]
- 1886年 - (イギリス領インド帝国で後期中等教育開始)
- 1887年2月 - 在留邦人によって京城に商業議会が設立され、1892年4月に京城日本人商業会議所へと改名[164]
- 1888年 - 第一国立銀行が京城に出張所を開設
- 1890年9月12日 - 商業会議所条例が公布される (朝鮮内の商業会議所もこの条例に準じた定款で領事の許可を得て設立している[164])
- 1891年 - 帝国生命保険(現朝日生命保険)が釜山に代理店を設置
- 1894年 - 甲午農民戦争(東学党の乱)が発生、政府軍と褓負商の商兵[166]が東学軍と戦う
- 1896年 - 第一国立銀行が第一銀行になる。
- 1899年6月 - 仁川米豆取引所設立
- 1900年 - 平壌日本人商話会設立するも1904年に解散、1907年に平壌日本人商業会議所設立するも1909年に解散、1911年に平壌実業協会設立[164]
- 1901年 - (オランダ領東インドで倫理政策が始まる)
- 1902年 - 釜山に日本商品陳列所設立[164]
- 1902年 - 在鮮日本人商業会議所を統合して、商業会議所朝鮮総合会設立[164]
- 1902年 - 第一銀行が日本銀行券に交換可能な第一銀行券を発行開始
- 1904年 - 釜山に商品陳列館建設[164]
- 1905年 - 第一銀行券が韓国政府公認となる
- 1905年 - 朝鮮人によって京城商業会議所設立[164]
- 1905年5月28日 - 京釜鉄道開通式
- 1905年11月17日 - 第二次日韓協約（乙巳保護条約）締結
- 1906年 - 釜山で日韓博覧会開催[164]
- 1906年2月1日 - 韓国統監府設置
- 1906年12月7日 - 大邱日本人商業会議所設立、1910年9月に大邱商業会議所へと改名[164]
- 1907年6月25日 - ハーグ密使事件
- 1907年7月20日 - 高宗退位、純宗即位。翌年にかけて日本軍は反日義勇軍1万4千人との1,774回の戦闘を行った。
- 1907年8月1日 - 大韓帝国軍解散
- 1908年4月1日 - 韓国標準時制定
- 1908年10月 - 仁川に朝鮮人商業会議所が設立される[164]
- 1908年9月 - 朝鮮皇室博物館(現韓国国立中央博物館)設立
- 1908年12月18日 - 東洋拓殖会社設立
- 1909年7月6日 - 日本、韓国併合方針を閣議決定
- 1909年10月 - 韓国銀行条例に基づき韓国銀行設立、第一銀行の中央銀行業務を引き継ぎ、金貨と日本銀行券に交換可能な韓国銀行券発行
- 1909年10月26日 - ハルビンで伊藤博文が暗殺される
- 1909年12月4日 - 韓国の一進会より「韓日合邦を要求する声明書」の上奏文が提出される
- 1910年3月14日 - 土地調査事業開始
- 1910年6月30日 - 憲兵警察制度発足

### 日本統治時代
- 1910年8月22日 - 韓国併合ニ関スル条約（日韓併合条約）調印
- 1910年8月29日 - 朝鮮総督府設置
- 1911年 - 朝鮮銀行法に基づき、韓国銀行が朝鮮銀行に。
- 1911年5月1日 - 褓負商本部が設立される[166]
- 1911年8月23日 - 第一次朝鮮教育令。国語を日本語にする。
- 1912年1月1日 - 標準時を韓国標準時から日本標準時に変更
- 1912年4月 - 普通学校用諺文綴字法が確定
- 1914年3月1日 - 地方行政区画改正（府・郡・面制）
- 1915年10月1日 - 朝鮮商業会議所令施行、各地の日本人の商業会議所と朝鮮人の商業会議所が合併されていく。
- 1915年12月1日 - 朝鮮皇室博物館が朝鮮総督府博物館に改名
- 1916年11月 - 親日団体の大正親睦会が設立される
- 1918年9月19日 - 第一回朝鮮商業会議所総合会開催
- 1919年1月21日 - 高宗死去
- 1919年3月1日 - 三・一独立運動。褓負商復興の機会として、褓負商団(商務研究会、総商社、総商協会、商務社)が鎮圧に協力[166]。
- 1919年8月12日 - 斎藤実、第3代総督に就任
- 1919年8月20日 - 憲兵警察制度廃止
- 1919年10月5日 - 金性洙、京城紡織株式会社設立
- 1920年3月5日 - 朝鮮日報創刊
- 1920年4月1日 - 東亜日報創刊
- 1920年5月 - 京城株式現物取引市場(京取市場)設立、8月15日より開業
- 1920年6月4日：朝鮮半島初の大衆浴場が平壌で開業[167]
- 1920年12月27日 - 総督府、産米増殖計画立案
- 1921年 - 朝鮮産業調査委員会設置
- 1922年5月 - 第1回朝鮮美術展覧会開催
- 1925年4月 - 朝鮮総督府図書館（英語版）開設 (現韓国国立中央図書館)
- 1926年4月1日 - 京城帝国大学開設
- 1927年2月16日 - 社団法人京城放送局、ラジオ放送開始
- 1927年5月2日 - 朝鮮窒素株式会社設立
- 1928年1月 - 商工会議所法施行
- 1929年9月12日 朝鮮博覧会開催 ( - 10月31日)
- 1929年10月 - (世界恐慌)
- 1929年11月3日 - 光州学生事件（ - 1930年3月）
- 1930年5月30日 - 間島共産党暴動
- 1930年 - 諺文綴字法制定
- 1931年1月8日 - 愛国団員・李奉昌、東京で天皇暗殺未遂事件（桜田門事件）
- 1931年4月29日 - 愛国団員・尹奉吉、上海爆弾テロ事件（上海天長節爆弾事件）
- 1931年7月2日 - 万宝山事件
- 1931年7月3日 - 朝鮮排華事件
- 1931年9月18日 - 満洲事変勃発
- 1931年11月2日 - 朝鮮取引所令施行、仁川米豆取引所と京城株式現物取引市場が合併して朝鮮取引所に。
- 1932年 - 朝鮮総督府が農村の自力更生運動を唱道[168]
- 1932年 - 朝鮮総督府が北鮮開拓事業に着手
- 1932年4月7日 - 社団法人京城放送局、社団法人朝鮮放送協会に改組
- 1932年7月21日 - 新興満蒙博覧会が京城府で開催 ( - 9月8日)
- 1933年5月13日 - 朝鮮産業懇談会開催 ( - 14日)
- 1934年7月1日 - 石油業法施行
- 1935年6月25日 - 朝鮮石油設立
- 1935年4月20日 - 朝鮮産業博覧会開催 ( - 6月10日)
- 1936年 - 鮮満拓殖設立
- 1936年8月9日 - 孫基禎、ベルリンオリンピックマラソンで優勝
- 1936年8月25日 - 東亜日報日章旗抹消事件
- 1937年 - 朝鮮重工業(現HJ重工業)設立
- 1937年 - 水豊ダム建設開始
- 1937年6月1日 - 金日成、普天堡襲撃事件を起こす
- 1937年7月7日 - 日中戦争勃発
- 1937年10月2日 - 「皇国臣民の誓詞」制定。
- 1938年2月26日 - 陸軍特別志願兵令公布
- 1938年3月4日 - 朝鮮教育令改正、朝鮮語の授業必須から外れる
- 1940年2月11日 - 創氏改名実施
- 1940年8月 - 朝鮮映画令施行
- 1941年3月31日 - 国民学校規定改正、朝鮮語の授業廃止
- 1941年12月8日 - 太平洋戦争勃発
- 1942年10月1日 - 朝鮮語学会事件
- 1944年4月1日 - 第1回徴兵検査開始
- 1944年8月23日 - 女子挺身隊勤労令公布
- 1945年8月9日 - ソ連対日参戦、豆満江を越える。
- 1945年8月13日 - ソ連軍、清津府を占領。（実質的に日本の統治から外れた最初の街）
- 1945年8月15日 - 日本政府、ポツダム宣言受諾。呂運亨、朝鮮建国準備委員会（建準）結成
- 1945年8月21日 - ソ連軍、平壌府進駐
- 1945年8月25日 - アメリカ軍、仁川府上陸
- 1945年9月2日 - 日本政府、降伏文書（休戦協定）に調印
- 1945年9月6日 - 呂運亨らは朝鮮人民共和国の樹立を宣言
- 1945年9月7日 - アメリカ極東軍司令部、朝鮮における軍政を宣言（即時独立否認）
- 1945年9月9日 - 総督府、降伏文書に調印[169]。

## 京城首都化計画説
元韓国国土開発研究院長金儀遠は、日本政府が朝鮮人を満洲に追放してソウルを日本の首都とすることが決められており、そのために朝鮮半島を開発したのであると、自身が発見したとする古文書を根拠に韓国中央日報で発表している。金によると、日本は1943年の国土計画中央計画素案で、京城府、日本の岡山、福岡の3カ所を大東亜圏の首都移転候補地に決めたとしている。
日本の国土地理院はこの中央計画素案は地域格差の是正、国土防衛を兼ねて産業と人口の大都市集中をさける配慮がなされていたと評価している。中央計画素案は昭和18年の国土計画策定要綱で勧められたが、日米関係の悪化などの事情で計画はもっぱら緊急不可欠の課題にのみ対応され、昭和17年大東亜国土計画大綱素案、昭和20年戦時国土計画素案が立案されたが閣議決定はなされず、以降終戦まで国土計画は中止された。

## 日本統治時代の朝鮮を舞台にした作品
「Category:日本統治時代の朝鮮を舞台とした作品」も参照。
特記が無い場合は、大韓民国が製作した作品。
映画
- 将軍の息子 三部作（1990年 - 1992年）
- 愛の黙示録（1997年） - 日韓合作映画

テレビドラマ
- 風の息子（1995年）
- 砂漠の泉（2003年）

演劇
- ソウル市民三部作（1989年 - 2006年）

小説
- 中島敦「巡査の居る風景」（1929年）
- 中島敦「虎狩」（1934年）
- 湯浅克衛「カンナニ」（1934年）
- 梶山季之著・川村湊編『李朝残影―梶山季之朝鮮小説集』インパクト出版会 2002年10月 ISBN 978-4755401268